# Tour de France 2025
Cet article s'applique au Tour de France cycliste masculin 2025. Pour le Tour de France cycliste féminin 2025, voir l'article Tour de France Femmes 2025.
Le Tour de France 2025 est la 112e édition du Tour de France cycliste, l'épreuve se déroule du 5 au 27 juillet 2025. Cette course cycliste masculine sur route est l'un des trois grands tours de la saison et fait partie du calendrier UCI World Tour 2025 en catégorie 2.UWT. Il est également le Tour de France avec la vitesse moyenne la plus élevée jamais remporté. 
Ce Tour est remporté pour la quatrième fois par le Slovène Tadej Pogačar (UAE Team Emirates) qui a pris définitivement le maillot jaune lors de la 12e étape, a gagné quatre étapes et s'adjuge le maillot à pois du classement de la montagne. Au classement général, il précède le Danois Jonas Vingegaard (Visma-Lease a Bike), le vainqueur des éditions de 2022 et 2023, qui termine deuxième de cette édition à 4 min 24 s. L'Allemand Florian Lipowitz (Red Bull-Bora-Hansgrohe) complète le podium en terminant à 11 min et remporte le maillot blanc de meilleur jeune.
L'Italien Jonathan Milan (Lidl-Trek), vainqueur de deux étapes, remporte le maillot vert du classement par points. L'Irlandais Ben Healy (EF Education-EasyPost), vainqueur de la sixième étape, reçoit le prix de super-combatif du Tour. L'équipe Visma-Lease a Bike de Vingegaard gagne le classement par équipes.

## Parcours

### Révélations anticipées
Le journal quotidien régional Ouest-France annonce le 12 octobre 2023 que le grand départ de l'épreuve sera donné dans la région Hauts-de-France. Trois ou quatre étapes doivent être accueillies dans la région avec Lille comme ville-départ de la première étape,.
Le parcours doit ensuite prendre la direction de l'Ouest avec des arrivées en Normandie et en Bretagne,.

### Parcours officiel
Le 14 novembre 2023, les organisateurs confirment que le Tour de France s'élancera de Lille (Nord) pour la troisième fois après les éditions de 1960 et 1994. Les trois premières étapes sont dévoilées et détaillées lors d'une conférence de presse tenue à Lille le 30 novembre 2023. La ville-départ de la quatrième étape est également annoncée.
Le 29 octobre 2024, Christian Prudhomme officialise le parcours du Tour de France 2025 ainsi que Marion Rousse celui du Tour de France Femmes 2025 au palais des congrès de Paris devant 4 000 invités mais sans les trois coureurs du podium 2024, absents pour cause de vacances. 
Les neuf premières étapes, bien que parfois vallonnées, sont en plaine et parcourent successivement les Hauts-de-France (avec un départ du Tour confirmé à Lille), la Normandie, la Bretagne, le Pays de la Loire et le Centre-Val de Loire. La 5e étape se déroule contre la montre autour de Caen. La 10e étape, première dite « de montagne », sillonne le Massif central et ses cols. La première journée de repos est prévue à Toulouse le mardi 15 juillet, lendemain de la fête nationale française. 
La deuxième semaine de course met à l'honneur les Pyrénées avec deux arrivées au sommet ainsi qu'un court contre-la-montre en côte vers Peyragudes. 
Après la seconde journée de repos à Montpellier, le parcours de la dernière semaine conduit les coureurs vers le sommet du mont Ventoux puis les Alpes avec deux dernières arrivées en altitude, à plus de 2 000 mètres, dont le col de la Loze au dessus de Courchevel, par son versant encore jamais escaladé. Après une étape parcourant les routes du Jura, le tracé rejoint Paris avec une classique arrivée finale aux Champs-Élysées, mais avec pour la première fois trois passages par la Butte Montmartre suite au succès populaire du passage de la course des Jeux olympiques dans le quartier.
L'organisateur annonce sept étapes de plaine, six accidentées, six de montagne avec cinq arrivées en altitude et deux contre-la-montre pour un total de 3 320 km et un dénivelé positif de 51 550 m. L'ensemble des étapes se déroulent intégralement en France. Cela n'était pas arrivé depuis 2020. 11 des 13 régions de France métropolitaine et 34 départements sont visités.

### Modification du tracé de la19eétape
La veille au soir de la 19e étape, l'organisation annonce une modification en urgence du tracé en raison de l'abattage d'un troupeau malade au col des Saisies. La déviation suivie évite le sprint intermédiaire d'Ugine, ainsi que la côte d'Héry-sur-Ugine et le col des Saisies, pour rejoindre le trajet initial à Beaufort, au kilomètre 54,4. La distance parcourue n'est plus que de 93,1 kilomètres,.

## Équipes
Le Tour de France figurant au calendrier du World Tour, les 18 équipes UCI WorldTeam sont présentes, auxquelles s'ajoutent 5 équipes UCI ProTeam invitées. 
Contrairement aux éditions précédentes, une vingt-troisième équipe est exceptionnellement invitée afin de ne pas écarter de formation ProTeam jugée compétitive pour participer au Tour de France. Les équipes Tudor, Uno-X et TotalEnergies ont en effet déposé leur candidature pour l'édition, mais seules deux places sont normalement disponibles. Du côté de la formation suisse Tudor, la présence de Julian Alaphilippe tranche rapidement en faveur de son invitation, sa notoriété et son potentiel médiatique pesant dans la balance. Pour l'équipe française TotalEnergies, un refus aurait pu avoir des conséquences financières majeures, son principal sponsor envisageant déjà un retrait dans les prochaines années. Quant à Uno-X, la structure norvégienne s'est imposée ces dernières années comme une équipe remarquable par son rôle offensif sur le Tour de France, à l'image d'un coureur comme Jonas Abrahamsen en 2024. Afin de satisfaire ces trois formations et au terme de plusieurs mois de concertation, Amaury Sport Organisation décide finalement d'élargir le nombre d'équipes invitées pour cette édition. L'Union cycliste internationale valide rapidement la décision d'ASO. Toutefois, certaines équipes expriment des réticences, voyant l'ajout d'une équipe supplémentaire comme un renforcement de la concurrence et un risque potentiel pour la sécurité en course. Ces critiques s'inscrivent dans un contexte où la tendance récente vise à réduire la taille du peloton, comme en témoigne le passage de neuf à huit coureurs par équipe. 
| WorldTeams (18)- Alpecin-Deceuninck - Arkéa-B&B Hotels - Bahrain-Victorious - Cofidis - Decathlon AG2R La Mondiale Team - EF Education-EasyPost - Groupama-FDJ - Ineos Grenadiers - Intermarché-Wanty - Lidl-Trek - Movistar Team - Red Bull-BORA-hansgrohe - Soudal Quick-Step - Team Jayco AlUla - Team Picnic-PostNL - Team Visma \| Lease a Bike - UAE Team Emirates XRG - XDS Astana Team ProTeams (5)- Lotto - Israel-Premier Tech - Team TotalEnergies - Tudor Pro Cycling Team - Uno-X Mobility |
| |

## Favoris

### Pour le classement général

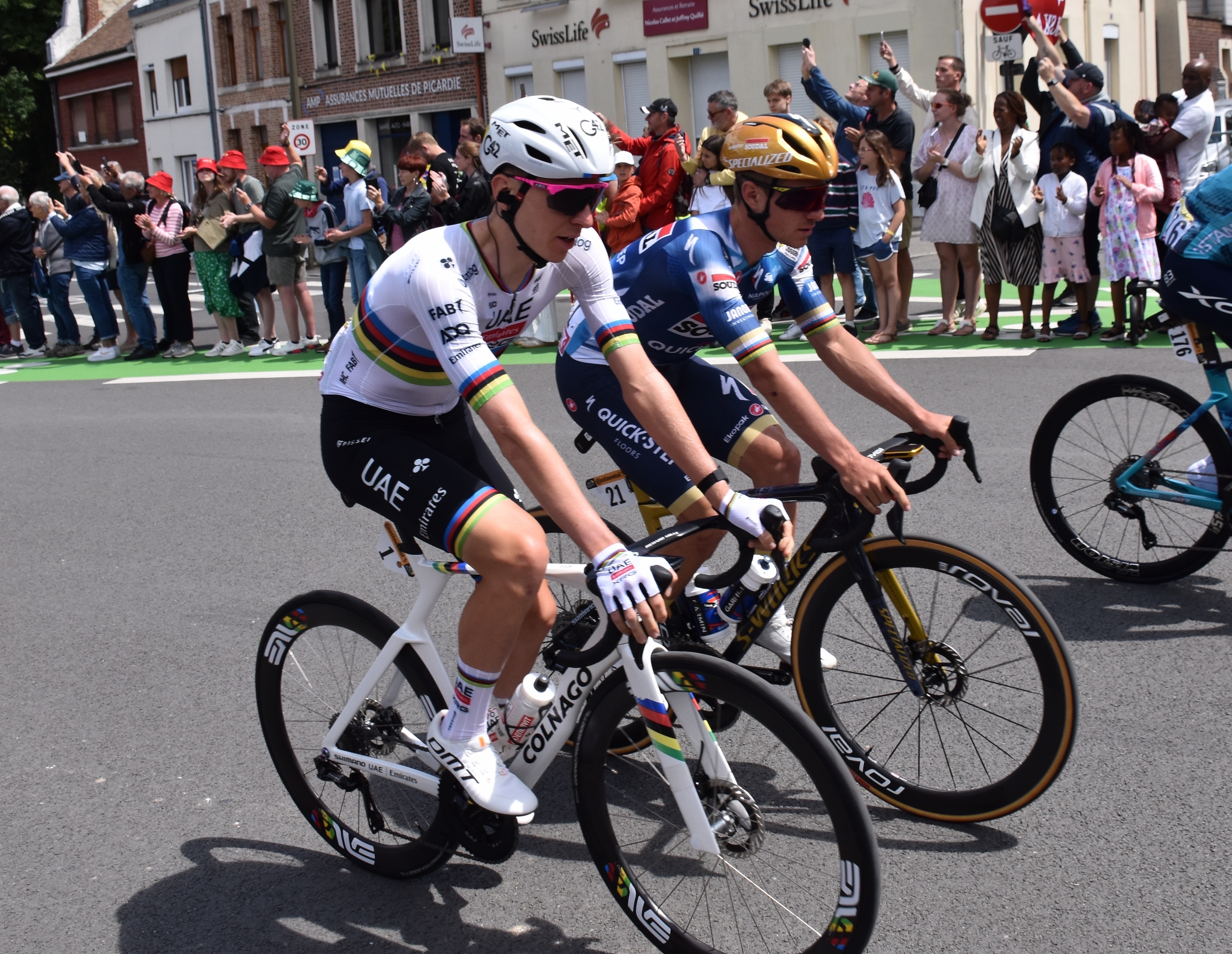
Tadej Pogačar (n°1) et Remco Evenepoel (n°21), tous deux prétendants à la victoire finale, au départ de la 4e étape

À l'annonce du parcours, Tadej Pogačar fait office de favori à sa propre succession. Il réalise d'excellentes performances sur toutes les courses auxquelles il participe en début de saison, se classant à chaque reprise sur le podium final. En juin sur le Critérium du Dauphiné, il remporte 3 étapes ainsi que le classement généralet le classement par points, démontrant sa belle forme à l'approche du début de la Grande Boucle. Âgé de 26 ans, le Slovène de l'équipe UAE Team Emirates vise un quatrième sacre sur le Tour de France, après ses victoires en 2020, 2021 et 2024. Déjà lauréat de deux monuments cette année, il semble particulièrement affûté pour l'objectif principal de sa saison. Son équipe s'articule exclusivement autour de lui, avec notamment des coéquipiers comme Adam Yates, João Almeida ou Pavel Sivakov pour le soutenir en montagne.
Jonas Vingegaard, deuxième l'an passé, figure également comme l'un des favoris principaux. En mars, il est contraint à l'abandon sur Paris-Nice à la suite d'une chute où il est touché à la main et à la tête. Incertain sur sa forme, il réalise des performances convenables pour sa reprise en juin sur le Critérium du Dauphiné. Le Danois de 28 ans, double vainqueur du Tour de France (2022 et 2023), évolue au sein de la formation Visma-Lease a Bike. Son retour à la compétition suscite de nombreuses interrogations quant à sa condition physique après plusieurs mois d'absence. Toutefois, sa régularité sur les grands tours et sa capacité à briller en haute montagne font de lui un adversaire redoutable. Même s'il semble cette année moins dominateur que les saisons précédentes, son entourage a affirmé qu'il sera prêt pour le Tour. À la suite du Dauphiné, il déclare « croire en lui, y compris pour le Tour ». L'ancien coureur et manager Jérôme Pineau croît en la victoire de Vingegaard, estimant son principal adversaire trop « sûr de lui ». 
Derrière ces deux immenses favoris, Remco Evenepoel est également cité parmi les vainqueurs potentiels après son podium en 2024. Le Belge a mené une campagne des ardennaises décevante, en grande difficulté sur Liège-Bastogne-Liège, laissant planer un doute sur sa forme. De surcroît, il ne parvient pas à terminer sur le podium du Tour de Romandie en mai malgré une victoire d'étape. Néanmoins, il s'impose sur le chrono de la 4e étape du Criterium du Dauphiné, mettant plus de 30 secondes au duo Pogačar-Vingegaard. Âgé de 25 ans, le coureur de la formation Soudal Quick-Step dispute pour la deuxième fois le Tour de France. Double champion du monde du contre-la-montre en 2023 et 2024, Evenepoel mise sur ses qualités de rouleur et sa capacité à tenir la distance en montagne pour espérer s'imposer sur un grand tour. Son équipe, remaniée autour de lui, a recruté des grimpeurs pour l'accompagner, notamment Mikel Landa, mais l'Espagnol, victime d'une fracture d'une vertèbre dorsale sur le Giro, ne sera pas présent sur la Grande Boucle.
L'expérimenté Primož Roglič fait office d'outsider pour le classement final. Il a facilement remporté le Tour de Catalogne mais a toutefois échoué dans son objectif de remporter le Tour d'Italie. Vainqueur du Tour d'Espagne à quatre reprises, le leader de l'équipe Red Bull-Bora-Hansgrohe âgé de 35 ans possède une solide expérience sur les grands tours, bien qu'il doive composer avec un manque de rythme dû à son absence prolongée depuis le mois de mai et son abandon sur le Giro.
Enfin, Simon Yates, récent vainqueur du Giro, et membre de l'équipe Visma-Lease a Bike fait office de prétendant sérieux au top 5, voire plus si son leader Jonas Vingegaard venait à décevoir.

### Pour les classements annexes

#### Classement du meilleur jeune
Le leader de l'équipe Soudal Quick-Step, Remco Evenepoel, fait office de grand favori à sa succession. Le Belge a déjà terminé troisième du Tour en 2024 et a remporté le maillot blanc. Il dispose de solides qualités de rouleur et d'un gabarit aérodynamique qui l'avantage dans les contre-la-montre. Son équipe s'est renforcée ce qui lui permet d'envisager à la fois un bon classement général et une nouvelle victoire au classement des jeunes. Ses adversaires probables sont Carlos Rodríguez, Lenny Martinez et Matteo Jorgenson.

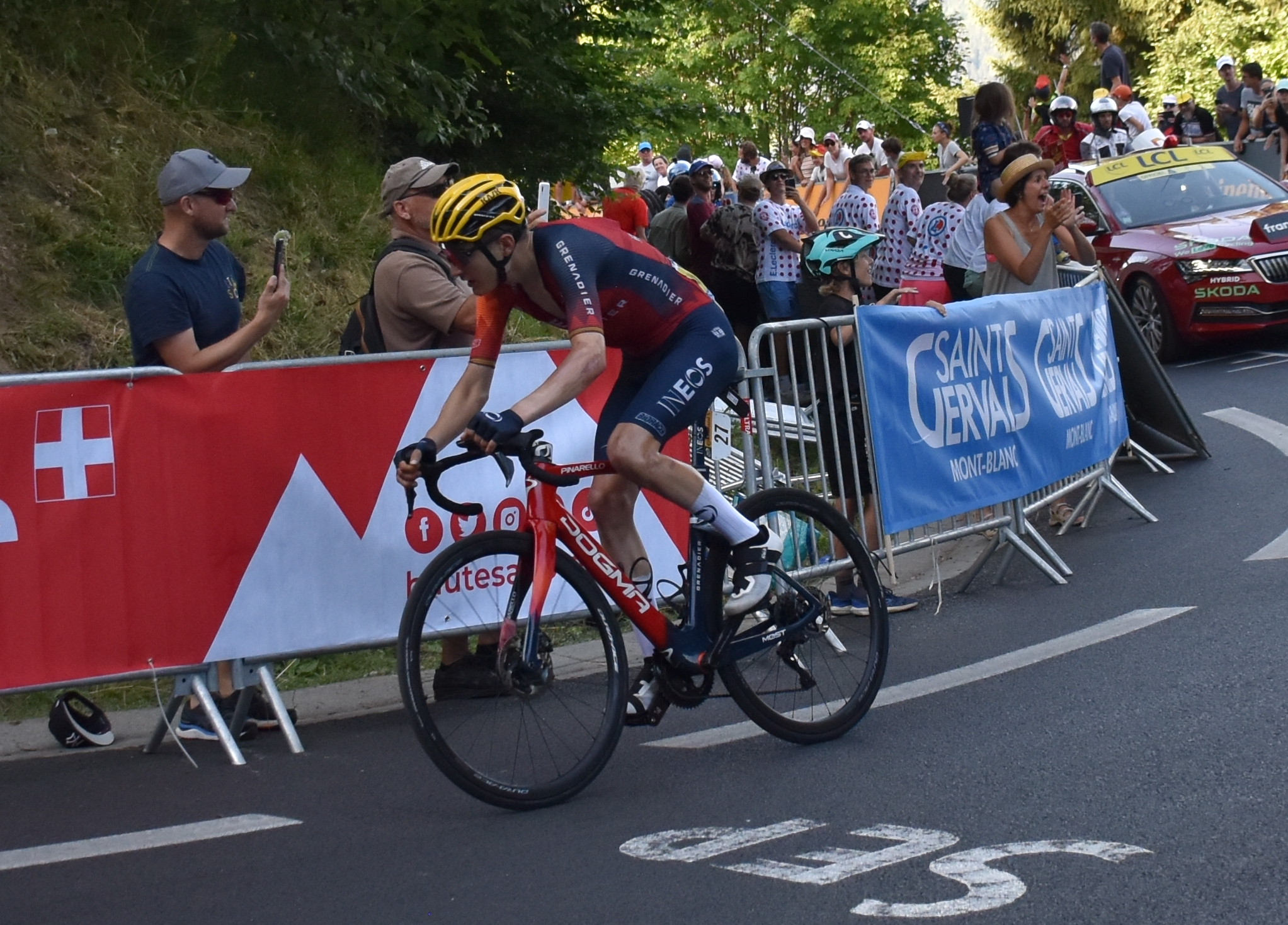
Carlos Rodríguez sous les couleurs de la Ineos sur le Tour de France 2023.

Le premier s'est montré performant en montagne durant la saison, sans pour autant être au niveau des meilleurs grimpeurs comme Pogačar, Vingegaard, ou même Evenepoel ; Rodríguez ne compte toujours aucune victoire cette année. L'Espagnol de 24 ans, membre de l'équipe Ineos Grenadiers, avait terminé cinquième du Tour 2023, confirmant son potentiel sur trois semaines. Il pourra tout de même compter sur son équipe, entièrement tournée vers le classement général, qui compte de bons lieutenants comme Thymen Arensman ou Geraint Thomas.
Martinez de la formation Bahrain Victorious a quant à lui effectué un début de saison de haut niveau, s'adjugeant des victoires d'étape sur Paris-Nice, le Tour de Romandie et le Critérium du Dauphiné ainsi que de belles places au classement général (5e du Tour de Catalogne, 2e du Tour de Romandie). Le jeune Français, âgé de 21 ans, dispute son deuxième Tour de France. Grimpeur explosif, il a déjà montré des qualités dans les courses à étapes. Il avait déclaré en octobre 2024 qu'il souhaitait « pourquoi pas [courir pour le général]. Sinon, jouer les étapes ».

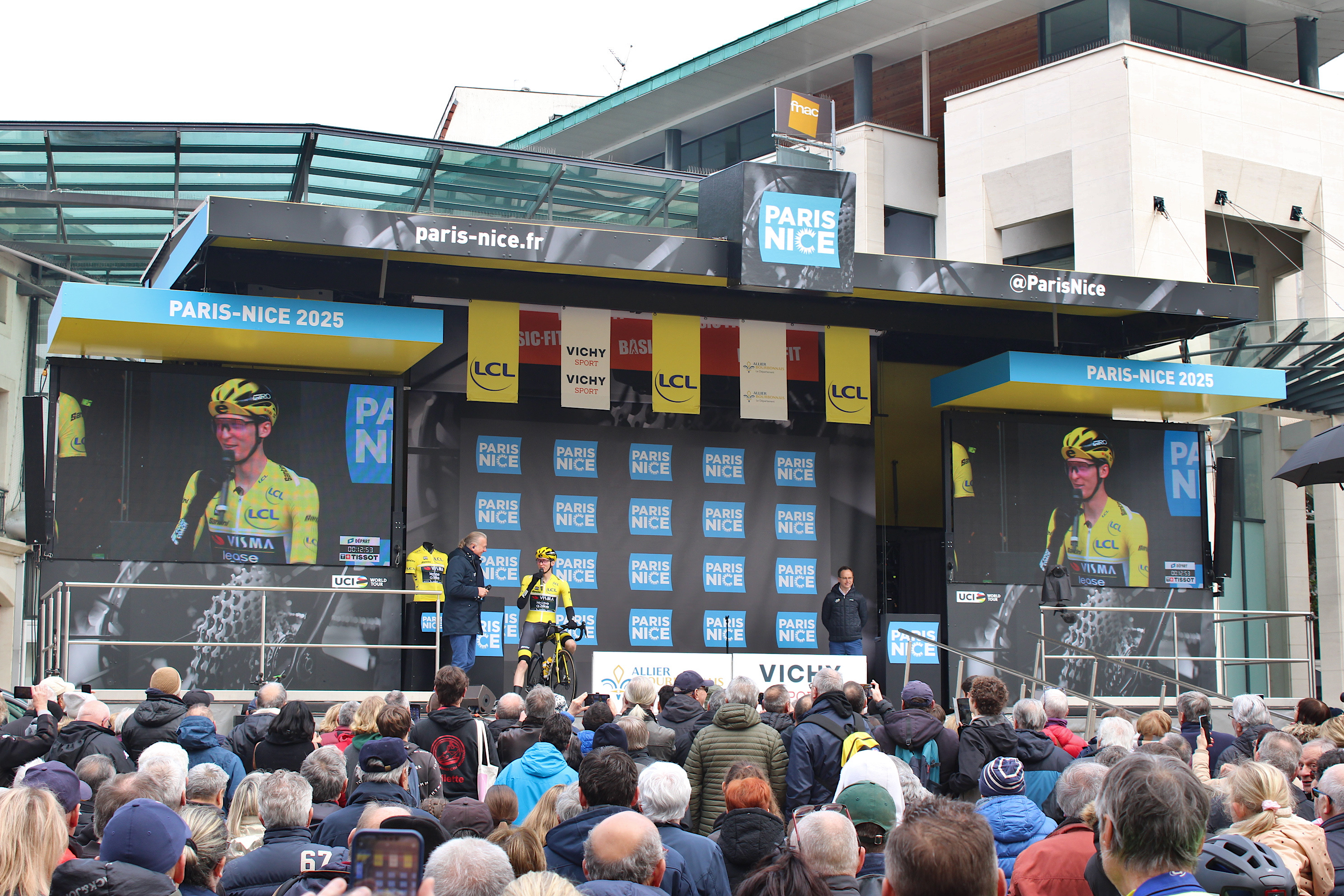
Matteo Jorgenson sur le podium après sa victoire sur Paris-Nice 2025.

Enfin, Jorgenson, huitième du Tour l'an passé, a remporté en mars son deuxième Paris-Nice et a terminé sixième du Dauphiné en juin. Bien qu'il sera entièrement dévoué à Vingegaard durant ces trois semaines, le coureur américain a affirmé vouloir se « fixer des objectifs un peu plus hauts », laissant penser qu'il pourrait se battre pour un maillot blanc par exemple. Le coureur de Visma-Lease a Bike possède un profil complet, alliant punch et endurance en montagne. De plus, l'ancien vainqueur de Grand tour Bradley Wiggins l'a comparé à « Miguel Indurain ou des gars comme lui » et a affirmé qu'il « va gagner le Tour de France un jour, […] c'est un excellent leader ». Son statut d'équipier pourrait cependant limiter ses ambitions individuelles sur certaines étapes.

#### Classement par points

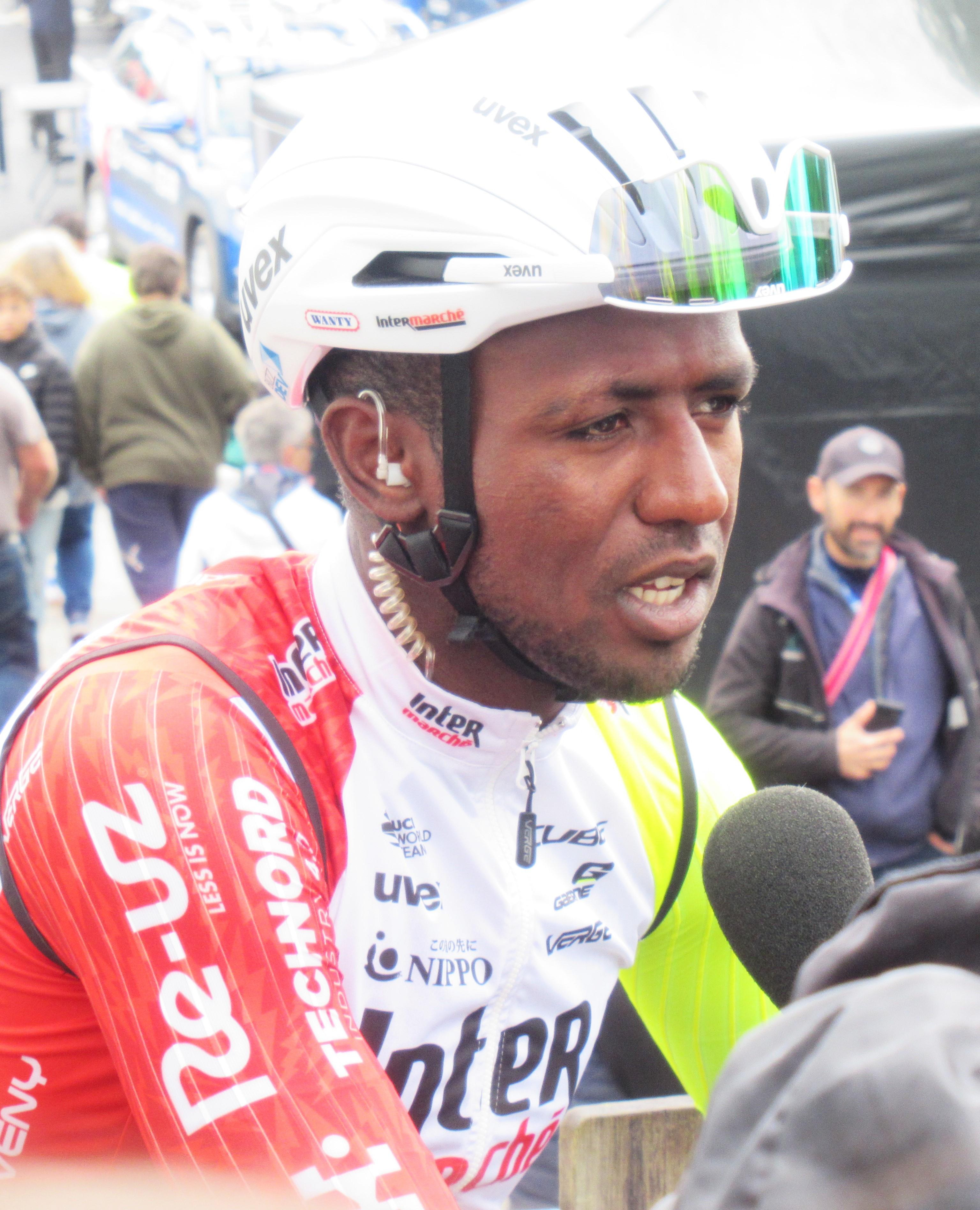
Biniam Girmay en 2025.

Plusieurs sprinteurs peuvent prétendre à la victoire au classement par points. Le tenant du titre Biniam Girmay n'a toujours pas levé les bras cette saison, mais ses performances sur le Tour de France 2024 laissent présager un retour au haut niveau à l'approche du mois de juillet. Son objectif principal reste la Grande Boucle où il espère « remporter la première étape et porter le maillot jaune ». L'Érythréen de l'équipe Intermarché-Wanty avait marqué l'histoire en devenant le premier Africain noir à remporter une étape sur le Tour l'an passé,. Malgré une première moitié de saison discrète, il reste un sprinteur rapide et résistant, capable de franchir des étapes vallonnées, un atout de taille sur le parcours du Tour de France 2025.
Le Belge Jasper Philipsen n'a que peu pris part à des sprints massifs depuis le début de saison mais rien ne peut nous faire douter de sa forme. Il demeure toujours l'un des meilleurs sprinteurs du peloton. À 27 ans, il est le leader de l'équipe Alpecin-Deceuninck et peut compter sur le soutien d'un train expérimenté, avec notamment Mathieu van der Poel comme poisson-pilote.

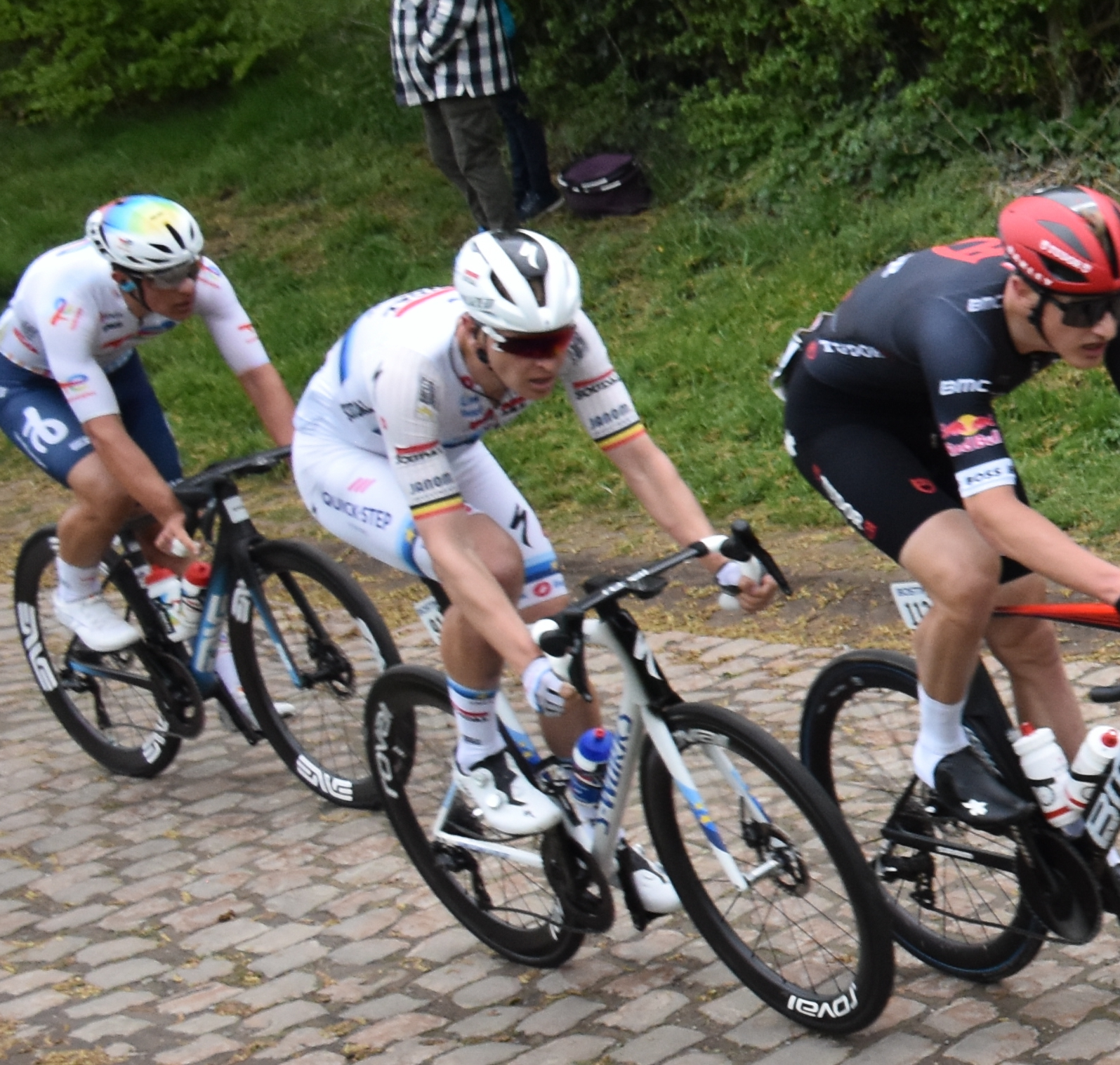
Tim Merlier avec sa tunique de champion d'Europe sur Paris-Roubaix 2025.

Wout van Aert, s'étant montré moins à son avantage sur les classiques de début de saison, est parvenu à remporter une victoire d'étape sur le Tour d'Italie. Cependant, il est pas certain qu'il joue pleinement le maillot vert, se muant plutôt en équipier de luxe ou en électron libre. Dans ce contexte, le grand favori semble être Jonathan Milan, déjà double vainqueur du maillot cyclamen sur le Tour d'Italie. Le sprinteur transalpin s'est montré à son avantage lors de chaque sprint massif auquel il a participé, remportant des étapes sur le Tour des Émirats arabes unis, Tirreno-Adriatico, et le Criterium du Dauphiné. Milan va participer à son premier Tour de France et à ajusté son programme dans ce sens, ne prenant pas le départ du Tour d'Italie afin de se préparer au mieux pour la Grande Boucle. Âgé de 24 ans, le coureur de la Lidl-Trek s'est imposé comme l'un des sprinteurs les plus constants de la saison. Ses qualités pour passer les vallons, presque comme un puncheur, seront un grand avantage pour l'Italien au vu du parcours accidenté du Tour de France 2025.

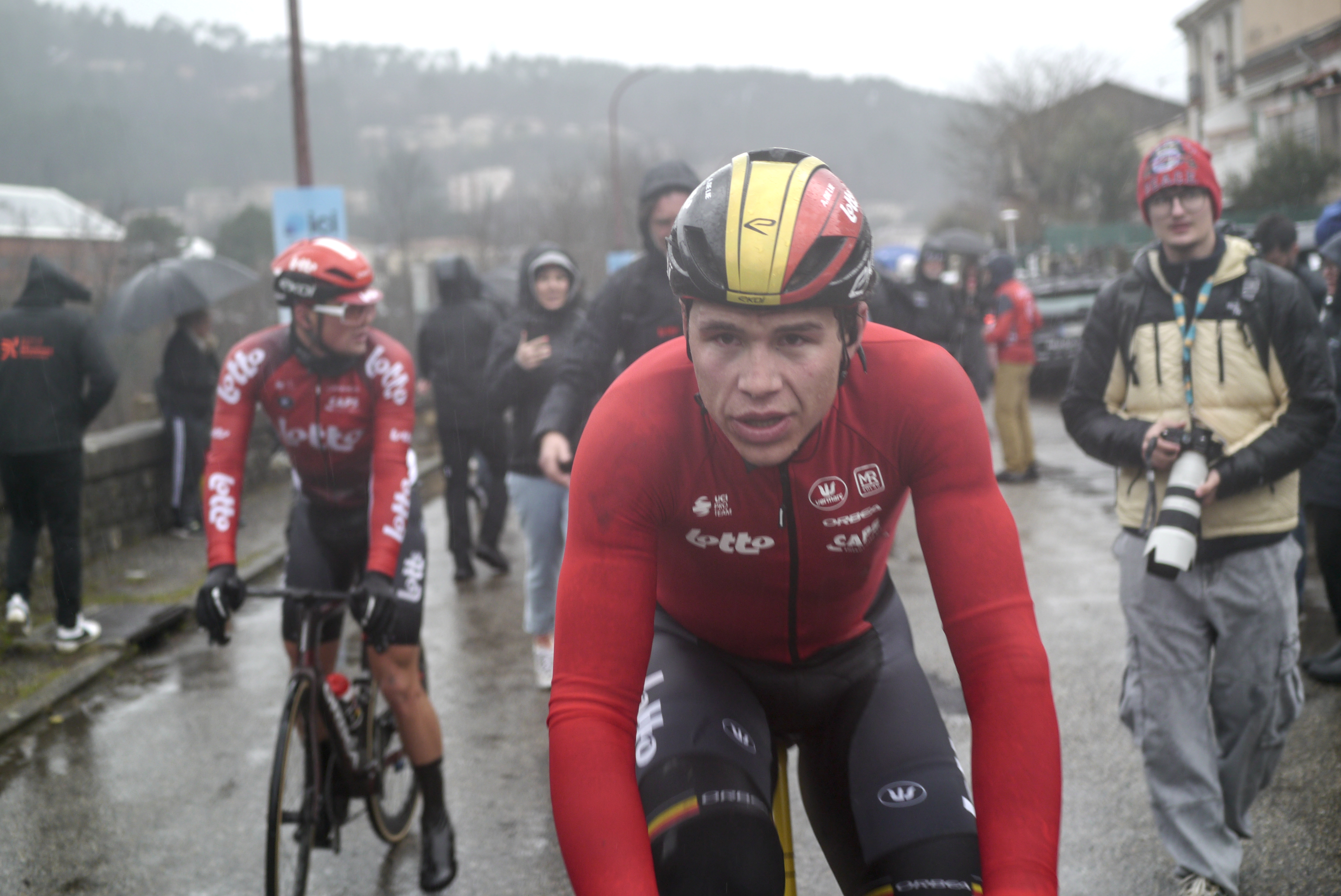
Arnaud De Lie sur l'Étoile de Bessèges 2025, où il remporte une étape.

Son principal adversaire sera probablement Tim Merlier, actuellement le meilleur sprinteur du monde selon plusieurs analystes, le Belge compte plusieurs victoires cette saison et a calibré son programme pour que le Tour soit son objectif principal. Doté d'un excellent positionnement, il bénéficiera également d'un train efficace au sein de son équipe.
D'autres coureurs comme Arnaud De Lie, Dylan Groenewegen et Pascal Ackermann sont cités comme outsider pour ce classement. Tous trois ont remporté des courses cette saison et disposent d'une solide expérience des arrivées massives. De Lie représente une promesse belge pour l'avenir. Groenewegen, régulier mais moins dominateur que les années précédentes, visera des victoires d'étapes. Ackermann, ancien vainqueur du maillot cyclamen, tentera de renouer avec son meilleur niveau après une saison 2024 sans victoire.

### Absents
Affaibli par une infection gastro-intestinale, Richard Carapaz doit renoncer au Tour une semaine avant le grand départ. Troisième du Tour de France 2021 et vainqueur du grand prix de la montagne en 2024, l'Équatorien avait terminé sur le podium du Giro en mai. Il s'annonçait comme un sérieux outsider pour le classement général. Le 26 juin, un peu plus d'une semaine avant le grand départ, le leader de la Groupama-FDJ, David Gaudu annonce également son absence pour cette édition du Tour de France, au « vu [de] mon niveau actuel », n'ayant pas réussi à récupérer après son Tour d'Italie en mai,. Son directeur sportif Marc Madiot déclare peu après que c'est une « perte importante » mais qu'« on a aussi plusieurs coureurs dans l'équipe qui sont capables d'apporter des satisfactions sur le Tour. ». Quelques jours auparavant, les Français Benoît Cosnefroy et Christophe Laporte confirmaient aussi leur forfait. Touché au genou sur le Tour de Suisse, Cosnefroy est toujours blessé. Quant à Laporte, il est malade depuis le début d'année après avoir été infecté du cytomégalovirus, et n'est pas encore en état de reprendre le cyclisme,.

## Barème des classements

### Classement général
Le classement général individuel au temps s'établit par l'addition des temps réalisés par chaque coureur dans les 21 étapes compte tenu des pénalités et des bonifications en temps (10, 6 et 4 secondes pour les trois premiers de chaque étape en ligne et 8, 5 et 2 secondes pour chaque point bonus).
En cas d'égalité de temps au classement général, les centièmes de seconde enregistrés par les chronométreurs lors du contre-la-montre « individuel » sont réincorporés dans le temps total pour départager les coureurs. En cas de nouvelle égalité, il est fait appel à l'addition des places obtenues à chaque étape et, en dernier ressort, à la place obtenue dans la dernière étape disputée.

#### Bonifications
Des bonifications sont attribuées dans toutes les arrivées des étapes en ligne, et donc à l'exception des étapes de contre-la-montre individuel. Elles sont de 10, 6 et 4 secondes aux trois premiers coureurs classés.

#### Règle des cinq kilomètres
La règle des «cinq kilomètres », qui permet à un coureur victime d'un incident mécanique ou d'une chute dans les cinq derniers kilomètres d'une étape d'être crédité du temps du groupe auquel il appartenait, ne s'applique pas pour les 5e et 13e étapes (contre-la-montre individuel) et pour les arrivées des 2e, 6e, 7e, 10e, 12e, 14e, 16e, 18e et 19e étapes.

### Classements annexes

#### Classement par points
Le classement par points est établi en fonction du barème suivant :
- arrivée des étapes de plaine : 50, 30, 20, 18, 16, 14, 12, 10, 8, 7, 6, 5, 4, 3, 2 jusqu'au 15e coureur classé ;
- arrivée des étapes de moyenne montagne : 30, 25, 22, 19, 17, 15, 13, 11, 9, 7, 6, 5, 4, 3, 2 jusqu'au 15e coureur classé ;
- arrivée des étapes de montagne et les contre-la-montre individuel : 20, 17, 15, 13, 11, 10, 9, 8, 7, 6, 5, 4, 3, 2, 1 jusqu'au 15e coureur classé ;
- sprints intermédiaires : 20, 17, 15, 13, 11, 10, 9, 8, 7, 6, 5, 4, 3, 2, 1 jusqu'au 15e coureur classé.

En cas d'égalité, les coureurs sont départagés par leur nombre de victoires d'étapes puis par le nombre de victoires dans les sprints intermédiaires et enfin par le classement général individuel au temps. Pour figurer au classement général individuel par points, les lauréats doivent obligatoirement terminer le Tour de France.
Dans le cas où un coureur arrivé hors délais est repêché par le Collège des commissaires, il perd automatiquement l'ensemble des points acquis.

#### Classement de la montagne
Le classement de la montagne est établi en fonction du barème suivant :
- Côtes hors catégorie : 20, 15, 12, 10, 8, 6, 4 et 2 points pour les huit premiers coureurs classés ;
- Côtes de 1re catégorie : 10, 8, 6, 4, 2 et 1 point pour les six premiers coureurs classés ;
- Côtes de 2e catégorie : 5, 3, 2 et 1 point pour les quatre premiers coureurs classés ;
- Côtes de 3e catégorie : 2 et 1 point pour les deux premiers coureurs classés ;
- Côtes de 4e catégorie : 1 point pour le premier coureur classé.

Les points sont doublés pour le col hors catégorie de la « Loze », altitude la plus élevée atteint durant cette édition.
En cas d'égalité, le coureur ayant obtenu le plus grand nombre de places de premier au sommet des côtes hors catégorie sera déclaré vainqueur. Puis idem pour les côtes des 1re, 2e, 3e et 4e catégorie, puis en cas d'égalité absolue le au classement général final au temps. Pour figurer au classement général du meilleur grimpeur, les lauréats doivent obligatoirement terminer le Tour de France.
Dans le cas où un coureur arrivé hors délais est repêché par le Collège des commissaires, il perd automatiquement l'ensemble de ses points acquis.

#### Classement des jeunes
Le classement des jeunes est réservé aux coureurs nés depuis le 1er janvier 2000, soit le coureur âgé de 25 ans au plus dans l'année en cours. Le premier d'entre eux au classement général individuel au temps est le leader journalier des jeunes. À l'issue de la dernière étape, il est déclaré vainqueur du classement des jeunes.

#### Classement par équipes
Le classement général par équipes de chaque étape s'établit par l'addition des trois meilleurs temps individuels de chaque équipe. Le classement général est réalisé avec la somme des temps de chaque équipe dans chaque étape. Dans les classements d'étape, en cas d'ex æquo, les équipes réalisant le même temps sont départagées par l'addition des places obtenues par leurs trois meilleurs coureurs au classement de cette étape. En cas de nouvelle égalité, les équipes sont départagées par la place de leur meilleur coureur au classement de l'étape.
Au classement général, en cas d'ex æquo, les équipes sont départagées par leur nombre de victoires d'étapes par équipe, puis par leur nombre de places de deuxième, et ainsi de suite jusqu'à ce qu'un nombre de places obtenues par l'une ou l'autre permette d'établir leur classement définitif. S'il y a toujours égalité, les équipes sont départagées par la place de leur meilleur coureur au classement général individuel. Toute formation réduite à moins de 3 coureurs est éliminée du classement général par équipes.

#### Prix de la combativité
Le prix de la combativité récompense le coureur le plus généreux dans l'effort et manifestant le meilleur esprit sportif. Ce prix, attribué dans les étapes en ligne à l'exception de la dernière étape, est décerné par un jury présidé par le directeur de l'épreuve :
- le plus combatif de l'étape porte dans l'étape suivante des dossards de couleur grise ;
- un super-combatif est désigné par les membres du jury à la fin du Tour de France.

### Récompenses
Au total, 2 305 250 € sont distribués lors de ce Tour. Le vainqueur du classement général final remporte 500 000 €, une prime étant versée jusqu'au dernier coureur classé (1 000 €).
| Classement  | Maillot jaune | Maillot vert | Maillot à pois | Maillot blanc | dossard jaune | dossard doré   |
| Classement  | Général       | Points       | Grimpeur       | Jeune         | Par équipes   | Super-combatif |
| ----------- | ------------- | ------------ | -------------- | ------------- | ------------- | -------------- |
| 1er         | 500 000 €     | 25 000 €     | 25 000 €       | 20 000 €      | 50 000 €      | 20 000 €       |
| 2e          | 200 000 €     | 15 000 €     | 15 000 €       | 15 000 €      | 30 000 €      | –              |
| 3e          | 100 000 €     | 10 000 €     | 10 000 €       | 10 000 €      | 20 000 €      | –              |
| 4e          | 70 000 €      | 4 000 €      | 4 000 €        | 5 000 €       | 12 000 €      | –              |
| 5e          | 50 000 €      | 3 500 €      | 3 500 €        | –             | 8 000 €       | –              |
| 6e          | 23 000 €      | 3 000 €      | 3 000 €        | –             | –             | –              |
| 7e          | 11 500 €      | 2 500 €      | 2 500 €        | –             | –             | –              |
| 8e          | 7 600 €       | 2 000 €      | 2 000 €        | –             | –             | –              |
| 9e          | 4 500 €       | –            | –              | –             | –             | –              |
| 10e         | 3 800 €       | –            | –              | –             | –             | –              |
| 11e         | 3 000 €       | –            | –              | –             | –             | –              |
| 12e         | 2 700 €       | –            | –              | –             | –             | –              |
| 13e         | 2 500 €       | –            | –              | –             | –             | –              |
| 14e         | 2 100 €       | –            | –              | –             | –             | –              |
| 15e         | 2 000 €       | –            | –              | –             | –             | –              |
| 16e         | 1 500 €       | –            | –              | –             | –             | –              |
| 17e         | 1 300 €       | –            | –              | –             | –             | –              |
| 18e         | 1 200 €       | –            | –              | –             | –             | –              |
| 19e         | 1 100 €       | –            | –              | –             | –             | –              |
| 20e au 160e | 1 000 €       | –            | –              | –             | –             | –              |
| Par jour    | 500 €         | 300 €        | 300 €          | 300 €         | –             | –              |

| Classement | Ligne d'arrivée | Sprint intermédiaire | Côte  | Côte  | Côte  | Côte  | Côte  | Meilleur jeune | Combatif | Meilleure équipe |
| Classement | Ligne d'arrivée | Sprint intermédiaire | HC    | 1re   | 2e    | 3e    | 4e    | Meilleur jeune | Combatif | Meilleure équipe |
| ---------- | --------------- | -------------------- | ----- | ----- | ----- | ----- | ----- | -------------- | -------- | ---------------- |
| 1er        | 11 000 €        | 1 500 €              | 800 € | 650 € | 500 € | 300 € | 200 € | 500 €          | 2 000 €  | 2 800 €          |
| 2e         | 5 500 €         | 1 000 €              | 450 € | 400 € | 250 € | –     | –     | –              | –        | –                |
| 3e         | 2 800 €         | 500 €                | 300 € | 150 € | –     | –     | –     | –              | –        | –                |
| 4e         | 1 500 €         | –                    | –     | –     | –     | –     | –     | –              | –        | –                |
| 5e         | 830 €           | –                    | –     | –     | –     | –     | –     | –              | –        | –                |
| 6e         | 780 €           | –                    | –     | –     | –     | –     | –     | –              | –        | –                |
| 7e         | 730 €           | –                    | –     | –     | –     | –     | –     | –              | –        | –                |
| 8e         | 670 €           | –                    | –     | –     | –     | –     | –     | –              | –        | –                |
| 9e         | 650 €           | –                    | –     | –     | –     | –     | –     | –              | –        | –                |
| 10e        | 600 €           | –                    | –     | –     | –     | –     | –     | –              | –        | –                |
| 11e        | 540 €           | –                    | –     | –     | –     | –     | –     | –              | –        | –                |
| 12e        | 470 €           | –                    | –     | –     | –     | –     | –     | –              | –        | –                |
| 13e        | 440 €           | –                    | –     | –     | –     | –     | –     | –              | –        | –                |
| 14e        | 340 €           | –                    | –     | –     | –     | –     | –     | –              | –        | –                |
| 15e        | 300 €           | –                    | –     | –     | –     | –     | –     | –              | –        | –                |
| 16e        | 300 €           | –                    | –     | –     | –     | –     | –     | –              | –        | –                |
| 17e        | 300 €           | –                    | –     | –     | –     | –     | –     | –              | –        | –                |
| 18e        | 300 €           | –                    | –     | –     | –     | –     | –     | –              | –        | –                |
| 19e        | 300 €           | –                    | –     | –     | –     | –     | –     | –              | –        | –                |
| 20e        | 300 €           | –                    | –     | –     | –     | –     | –     | –              | –        | –                |

Un vainqueur d'étape remporte 11 000 €. Les prix des poursuivants sont dégressifs jusqu'au 20e coureur auquel sont attribués 300 €. Un prix est attribué aux trois premiers d'un sprint intermédiaire, qui a lieu une fois par étape. Des prix sont aussi attribués pour le passage d'une côte classée, pour le meilleur jeune de l'étape, pour le coureur le plus combatif d'une étape hors contre-la-montre, et pour la meilleure équipe de l'étape.
Deux prix spéciaux sont attribués : le premier coureur au col de la Loze (18e étape) remporte le souvenir Henri-Desgrange, doté de 5 000 €, et le coureur en tête au col du Tourmalet (14e étape) remporte le souvenir Jacques-Goddet, doté du même montant.
- 9 000 € pour le meilleur équipier de la semaine, définie par le jury.
- 3 000 € pour meilleur équipier du Tour, selon le jury à l'issue de la 20e étape.
- 5 000 € pour les 50 ans du maillot à pois pour le premier coureur à atteindre les 50 points du classement de la montagne.

## Étapes
Les villes accueillant un départ ou une arrivée pour la première fois sont Lauwin-Planque, Bayeux, Chinon, Ennezat, Le Mont-Dore - Puy de Sancy, Bollène, Vif et Mantes-la-Ville.
| Étape     | Date            | Villes étapes                                |                                         | Distance (km)         | Vainqueur d’étape      | Leader du classement général |
| --------- | --------------- | -------------------------------------------- | --------------------------------------- | --------------------- | ---------------------- | ---------------------------- |
| 1re étape | sam. 5 juillet  | Lille Métropole – Lille Métropole            | Étape de plaine                         | 184,9                 | Jasper Philipsen       | Jasper Philipsen             |
| 2e étape  | dim. 6 juillet  | Lauwin-Planque – Boulogne-sur-Mer            | Étape accidentée                        | 209,1                 | Mathieu van der Poel   | Mathieu van der Poel         |
| 3e étape  | lun. 7 juillet  | Valenciennes – Dunkerque                     | Étape de plaine                         | 178,3                 | Tim Merlier            | Mathieu van der Poel         |
| 4e étape  | mar. 8 juillet  | Amiens Métropole – Rouen                     | Étape accidentée                        | 174,2                 | Tadej Pogačar          | Mathieu van der Poel         |
| 5e étape  | mer. 9 juillet  | Caen – Caen                                  | Contre-la-montre individuel             | 33,0                  | Remco Evenepoel        | Tadej Pogačar                |
| 6e étape  | jeu. 10 juillet | Bayeux – Vire Normandie                      | Étape accidentée                        | 201,5                 | Ben Healy              | Mathieu van der Poel         |
| 7e étape  | ven. 11 juillet | Saint-Malo – Mûr-de-Bretagne - Guerlédan     | Étape accidentée                        | 197,0                 | Tadej Pogačar          | Tadej Pogačar                |
| 8e étape  | sam. 12 juillet | Saint-Méen-le-Grand – Laval - Espace Mayenne | Étape de plaine                         | 171,4                 | Jonathan Milan         | Tadej Pogačar                |
| 9e étape  | dim. 13 juillet | Chinon – Châteauroux                         | Étape de plaine                         | 174,1                 | Tim Merlier            | Tadej Pogačar                |
| 10e étape | lun. 14 juillet | Ennezat – Le Mont-Dore - Puy de Sancy        | Étape de montagne                       | 165,3                 | Simon Yates            | Ben Healy                    |
|           | mar. 15 juillet | Toulouse                                     | Jour de repos                           | Journée de repos no 1 | Journée de repos no 1  | Journée de repos no 1        |
| 11e étape | mer. 16 juillet | Toulouse – Toulouse                          | Étape de plaine                         | 156,8                 | Jonas Abrahamsen       | Ben Healy                    |
| 12e étape | jeu. 17 juillet | Auch – Hautacam                              | Étape de montagne                       | 180,6                 | Tadej Pogačar          | Tadej Pogačar                |
| 13e étape | ven. 18 juillet | Loudenvielle – Peyragudes                    | Contre-la-montre individuel en montagne | 10,9                  | Tadej Pogačar          | Tadej Pogačar                |
| 14e étape | sam. 19 juillet | Pau – Luchon-Superbagnères                   | Étape de montagne                       | 182,6                 | Thymen Arensman        | Tadej Pogačar                |
| 15e étape | dim. 20 juillet | Muret – Carcassonne                          | Étape accidentée                        | 169,3                 | Tim Wellens            | Tadej Pogačar                |
|           | lun. 21 juillet | Montpellier                                  | Jour de repos                           | Journée de repos no 2 | Journée de repos no 2  | Journée de repos no 2        |
| 16e étape | mar. 22 juillet | Montpellier – Mont Ventoux                   | Étape de montagne                       | 171,5                 | Valentin Paret-Peintre | Tadej Pogačar                |
| 17e étape | mer. 23 juillet | Bollène – Valence                            | Étape de plaine                         | 160,4                 | Jonathan Milan         | Tadej Pogačar                |
| 18e étape | jeu. 24 juillet | Vif – Courchevel - Col de la Loze            | Étape de montagne                       | 171,5                 | Ben O'Connor           | Tadej Pogačar                |
| 19e étape | ven. 25 juillet | Albertville – La Plagne                      | Étape de montagne                       | 93,1,                 | Thymen Arensman        | Tadej Pogačar                |
| 20e étape | sam. 26 juillet | Nantua – Pontarlier                          | Étape accidentée                        | 184,2                 | Kaden Groves           | Tadej Pogačar                |
| 21e étape | dim. 27 juillet | Mantes-la-Ville – Paris - Champs-Élysées     | Étape de plaine                         | 132,3                 | Wout van Aert          | Tadej Pogačar                |

## Résumé de la course

### Première semaine
La première étape du Tour de France 2025 part et arrive à Lille sur un parcours de 184,9 km, secoué par des rafales de vent qui provoquent des bordures dangereuses dès les secteurs intermédiaires. Jasper Philipsen remporte le sprint massif et décroche le premier maillot jaune, prenant également la tête du classement par points grâce au travail de son équipe qui contrôle l’échappée matinale. Les favoris au classement général comme Remco Evenepoel ou Primož Roglič perdent quelques secondes dans les cassures provoquées par le vent. La deuxième étape, longue de plus de 200 km avec un dénivelé cumulé de plus de 2 000 mètres, voit Mathieu van der Poel devancer Tadej Pogačar dans un final nerveux, ce qui lui permet de prendre le maillot jaune. Lors de la troisième étape, un sprint chaotique à Dunkerque est remporté par Tim Merlier après une journée marquée par de nombreuses chutes, dont celle de Philipsen, contraint à l’abandon. Le peloton arrive groupé et les écarts au classement général restent réduits.
La quatrième étape, entre Rouen et Caen, se conclut par un sprint tendu où Pogačar surprend van der Poel et Vingegaard, renforçant sa réputation de coureur complet capable de rivaliser sur tous les terrains. Le Slovène se rapproche du maillot jaune et signe la centième victoire dans sa carrière. Le contre-la-montre individuel de l’étape 5 permet à Remco Evenepoel de s’imposer avec autorité, tandis que Pogačar récupère le maillot jaune en limitant les pertes face à ses principaux rivaux. L’étape 6, au profil vallonné, est remportée en solitaire par Ben Healy après une attaque à longue distance. Mathieu van der Poel reprend le maillot jaune grâce à un placement judicieux au sein du peloton. L’étape 7, arrivant au sommet du Mûr-de-Bretagne, est le théâtre d’un affrontement décisif entre les favoris. Pogačar s’impose devant Vingegaard et Evenepoel, reprenant la tête du classement général.
Les étapes 8 et 9, au profil plat, se concluent au sprint. Jonathan Milan s’impose sur la huitième étape et prend une option sur le maillot vert, tandis que Tim Merlier remporte une nouvelle victoire sur la neuvième. L’étape 10 marque un tournant dans la course : Simon Yates s’impose en solitaire après une attaque tranchante dans les derniers kilomètres. Ben Healy, grâce à ses performances régulières tout au long de la semaine, endosse le maillot jaune à la veille de la première journée de repos. Au terme de cette première semaine, Healy devance Yates et Pogačar au classement général, tandis que le maillot vert est solidement détenu par Milan. Le maillot blanc de meilleur jeune reste très disputé entre plusieurs coureurs prometteurs.

### Deuxième semaine
La onzième étape débute autour de Toulouse et présente un parcours principalement plat ponctué de plusieurs côtes courtes dans les cinquante derniers kilomètres, dont la côte de Pech David. Une échappée de cinq coureurs se dispute la victoire et Jonas Abrahamsen s’impose au sprint, offrant à son équipe son premier succès dans un Grand Tour. Dans le peloton, une chute de Tadej Pogačar à une dizaine de kilomètres de l’arrivée n’a pas de conséquences au classement général, ses coéquipiers ayant assuré son retour sans encombre.

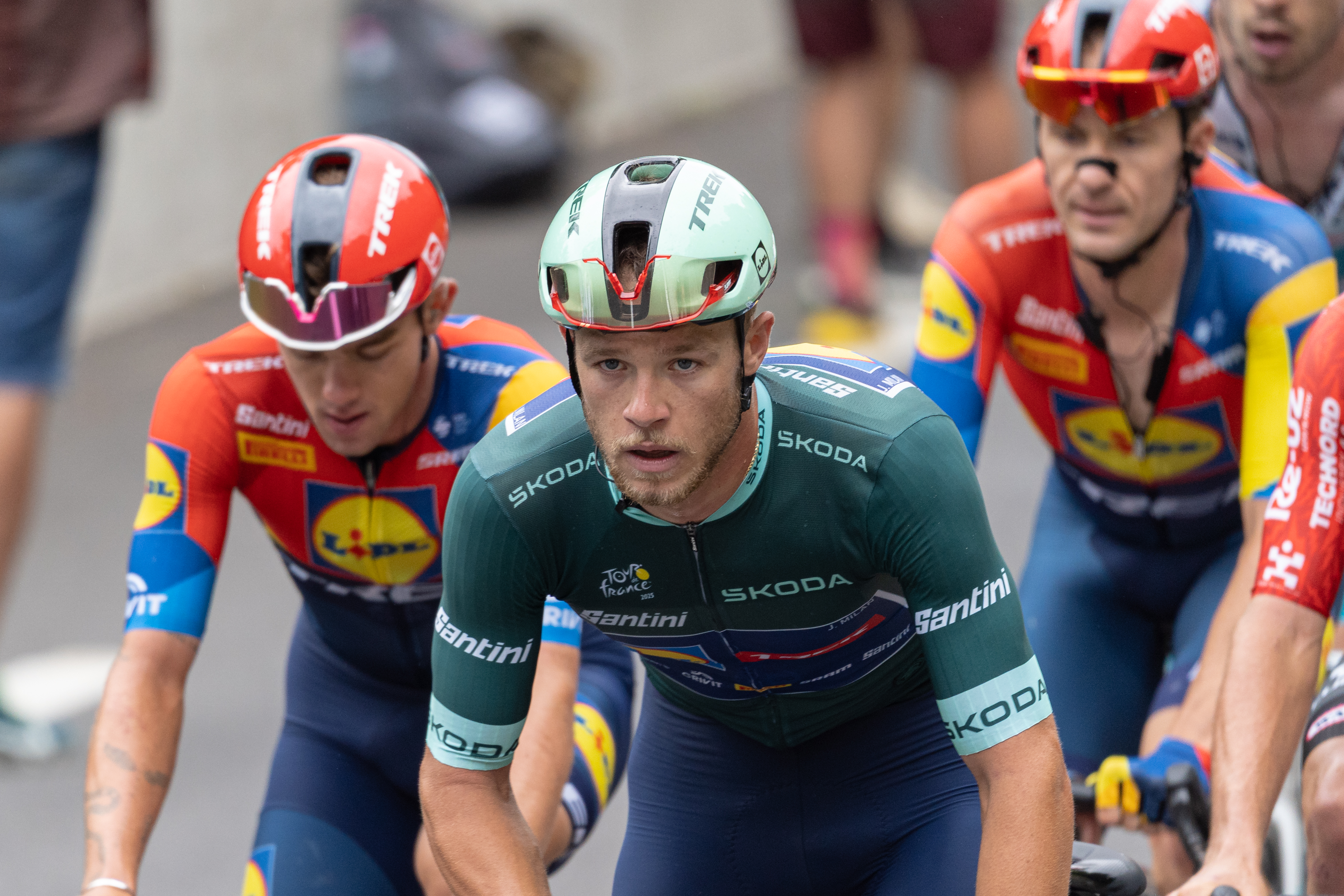
Jonathan Milan en maillot vert à Peyresourdes, étape 14

La 12e étape marque le début du triptyque pyrénéen, avec une arrivée au sommet d'Hautacam. Une large échappée se forme dès le début, mais Pogačar imprime un rythme élevé dans l’ascension finale et s’impose en solitaire, reléguant Jonas Vingegaard à plus de deux minutes. Florian Lipowitz réalise une montée solide, tandis que Ben Healy concède plus de treize minutes et perd sa place dans le top 10. Pogačar reprend le maillot jaune avec une avance significative sur Vingegaard, désormais deuxième du classement général.
L’étape 13 est un contre-la-montre en côte de 10,9 kilomètres entre Loudenvielle et Peyragudes. Tadej Pogačar s’y impose de nouveau, devant Vingegaard, et accroît son avance en tête du général. Malgré de bons temps intermédiaires, les autres favoris ne parviennent pas à suivre le rythme du maillot jaune, qui signe sa quatrième victoire d’étape depuis le départ.
La quatorzième étape, constitue l’étape reine des Pyrénées, avec les ascensions du Tourmalet, du col d’Aspin et du col de Peyresourde avant l’arrivée. Remco Evenepoel, troisième au général au départ de l’étape, lâche prise dans le Tourmalet avant d’abandonner en cours de journée. Dans l’échappée, Thymen Arensman attaque dans la dernière ascension et s’impose en solitaire. Derrière, Vingegaard tente à plusieurs reprises de distancer Pogačar, sans succès. Lipowitz, régulier, prend la troisième place du général et endosse le maillot blanc de meilleur jeune.
La 15e étape offre un terrain vallonné favorable aux baroudeurs. Une chute en début d’étape retarde Jonas Vingegaard et Florian Lipowitz, sans conséquence majeure. Un groupe de huit coureurs s’échappe et Tim Wellens place une attaque décisive à plus de quarante kilomètres de l’arrivée pour s’imposer en solitaire. Aucun changement significatif n’est observé au classement général à la veille de la deuxième journée de repos. Tadej Pogačar conserve le maillot jaune avec une avance confortable sur Vingegaard, suivi de Lipowitz. Jonathan Milan reste leader du classement par points, tandis que le classement de la montagne demeure disputé à l’issue des étapes pyrénéennes.

### Troisième semaine
La 16e étape relie Montpellier au sommet du Mont Ventoux. Une échappée nombreuse se forme dès les premiers kilomètres et c’est le Français Valentin Paret-Peintre qui parvient à résister au retour des poursuivants pour s’imposer en solitaire au sommet. Dans le groupe des favoris, Jonas Vingegaard attaque à plusieurs reprises, mais Tadej Pogačar répond à chaque offensive et conserve son maillot jaune, portant son avance à un peu plus de quatre minutes sur le Danois.
La dix-septième étape est favorable aux sprinteurs malgré une météo instable. Jonathan Milan s’impose au sprint massif, remportant sa deuxième victoire d’étape sur ce Tour et consolidant sa première place au classement par points. Une chute massive à l’approche de l’arrivée n’entraîne pas de conséquences pour les favoris au classement général, qui franchissent la ligne sans encombre.

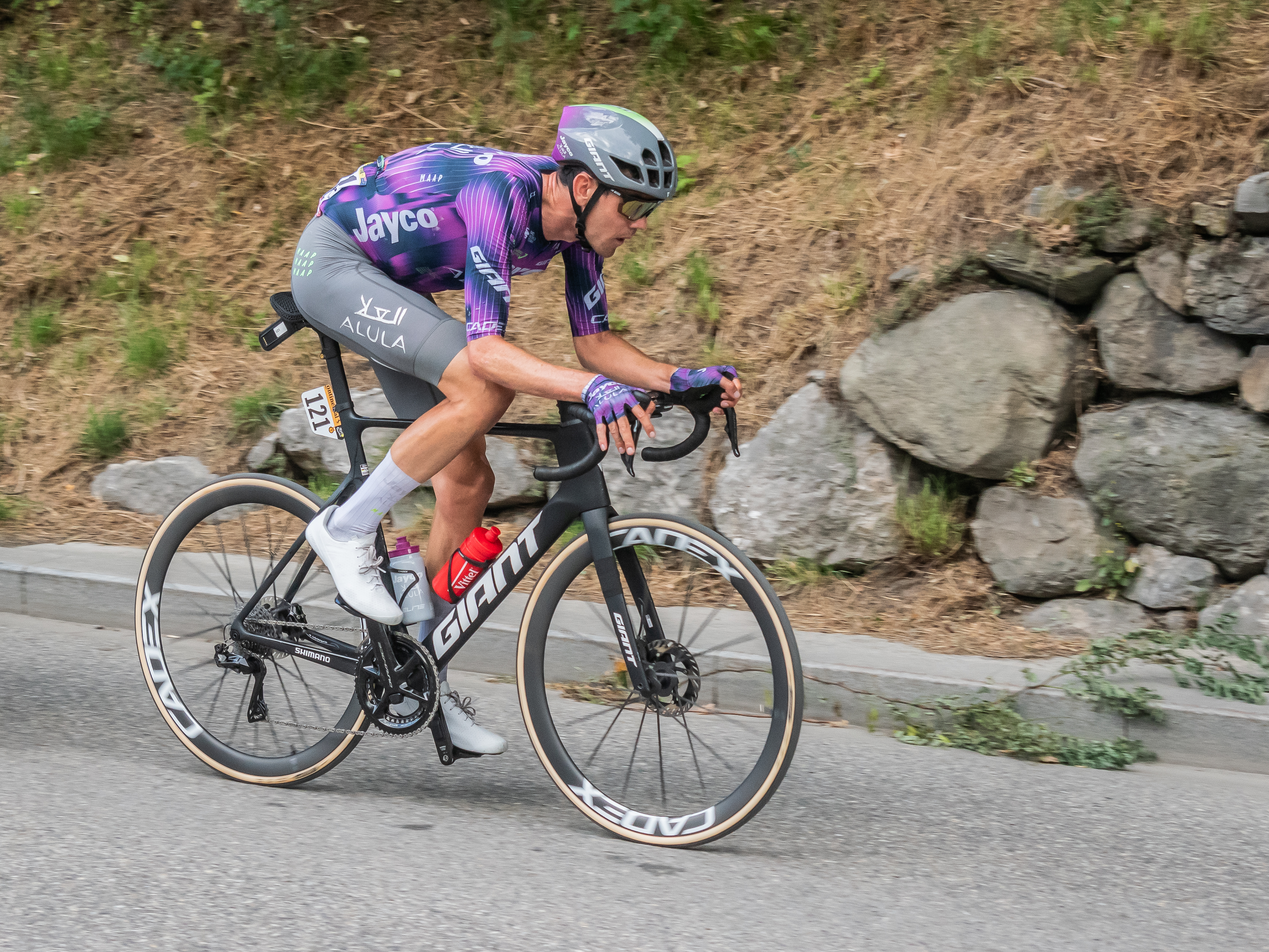
Ben O'Connor s'impose en solitaire, sur le col de la Loze lors de la.

La dix-huitième étape mène les coureurs jusqu’à Courchevel en passant par le col de la Loze. Sur ce parcours particulièrement exigeant, Ben O'Connor attaque dans les derniers kilomètres et remporte une victoire en solitaire. Pogačar distance légèrement Vingegaard dans la montée finale et accroît son avance au classement général, qui dépasse désormais les quatre minutes et vingt secondes.
L’étape suivante conduit le peloton vers La Plagne. Malgré une tentative d’échappée d’envergure, c’est Thymen Arensman qui parvient à s’isoler dans la dernière ascension et signe une deuxième victoire d’étape sur ce Tour. Pogačar et Vingegaard franchissent la ligne quelques secondes plus tard.
La vingtième étape, entre Nantua et Pontarlier, offre un terrain vallonné propice aux baroudeurs. Kaden Groves s’extirpe d’un petit groupe dans les derniers kilomètres et s’impose en solitaire après un raid de seize kilomètres. Aucun changement significatif n’est à signaler au classement général, Pogačar contrôlant la course en vue de l’arrivée à Paris.
La dernière étape introduit un nouveau circuit final dans la capitale avec notamment trois passages par la butte Montmartre. Sous la pluie, Wout van Aert lâche Pogačar dans l'ultime montée de Montmartre et s’impose en solitaire dans ce final inédit. Pour des raisons de sécurité, les temps sont neutralisés à 50 kilomètres de l’arrivée. Tadej Pogačar, arrivé dans le groupe de tête, remporte son quatrième Tour de France, avec 4 minutes et 24 secondes d’avance sur Jonas Vingegaard. Florian Lipowitz complète le podium final et remporte le maillot blanc de meilleur jeune. Jonathan Milan termine en tête du classement par points.

## Classements finals

### Classement général final
| Classement général | Classement général        | Classement général | Classement général         | Classement général |
|                    | Coureur                   | Pays               | Équipe                     | Temps              |
| ------------------ | ------------------------- | ------------------ | -------------------------- | ------------------ |
| 1er                | Tadej Pogačar             | Slovénie           | UAE Emirates XRG           | en 76 h 0 min 32 s |
| 2e                 | Jonas Vingegaard          | Danemark           | Visma-Lease a Bike         | + 4 min 24 s       |
| 3e                 | Florian Lipowitz          | Allemagne          | Red Bull-Bora-Hansgrohe    | + 11 min 0 s       |
| 4e                 | Oscar Onley               | Royaume-Uni        | Picnic-PostNL              | + 12 min 12 s      |
| 5e                 | Felix Gall                | Autriche           | Decathlon-AG2R La Mondiale | + 17 min 12 s      |
| 6e                 | Tobias Johannessen        | Norvège            | Uno-X Mobility             | + 20 min 14 s      |
| 7e                 | Kévin Vauquelin           | France             | Arkéa-B&B Hotels           | + 22 min 35 s      |
| 8e                 | Primož Roglič             | Slovénie           | Red Bull-Bora-Hansgrohe    | + 25 min 30 s      |
| 9e                 | Ben Healy                 | Irlande            | EF Education-EasyPost      | + 28 min 2 s       |
| 10e                | Jordan Jegat              | France             | TotalEnergies              | + 32 min 42 s      |
| 11e                | Ben O'Connor              | Australie          | Jayco AlUla                | + 34 min 34 s      |
| 12e                | Thymen Arensman           | Pays-Bas           | Ineos Grenadiers           | + 52 min 41 s      |
| 13e                | Jhonatan Narváez          | Équateur           | UAE Emirates XRG           | + 1 h 4 min 36 s   |
| 14e                | Sergio Higuita            | Colombie           | XDS Astana                 | + 1 h 8 min 19 s   |
| 15e                | Simon Yates               | Royaume-Uni        | Visma-Lease a Bike         | + 1 h 17 min 30 s  |
| 16e                | Guillaume Martin-Guyonnet | France             | Groupama-FDJ               | + 1 h 18 min 7 s   |
| 17e                | Sepp Kuss                 | États-Unis         | Visma-Lease a Bike         | + 1 h 20 min 24 s  |
| 18e                | Gregor Mühlberger         | Autriche           | Movistar                   | + 1 h 28 min 17 s  |
| 19e                | Matteo Jorgenson          | États-Unis         | Visma-Lease a Bike         | + 1 h 29 min 28 s  |
| 20e                | Cristian Rodríguez        | Espagne            | Arkéa-B&B Hotels           | + 1 h 36 min 15 s  |
| 21e                | Valentin Madouas          | France             | Groupama-FDJ               | + 1 h 39 min 46 s  |
| 22e                | Xandro Meurisse           | Belgique           | Alpecin-Deceuninck         | + 1 h 43 min 46 s  |
| 23e                | Warren Barguil            | France             | Picnic-PostNL              | + 1 h 48 min 9 s   |
| 24e                | Adam Yates                | Royaume-Uni        | UAE Emirates XRG           | + 1 h 48 min 41 s  |
| 25e                | Aurélien Paret-Peintre    | France             | Decathlon-AG2R La Mondiale | + 2 h 12 min 52 s  |
| modifier           |                           |                    |                            |                    |

### Classements annexes finals
| Classement par points | Classement par points | Classement par points | Classement par points | Classement par points |
| --------------------- | --------------------- | --------------------- | --------------------- | --------------------- |
|                       | Coureur               | Pays                  | Équipe                | Point(s)              |
| 1er                   | Jonathan Milan        | Italie                | Lidl-Trek             | 372 points            |
| 2e                    | Tadej Pogačar         | Slovénie              | UAE Emirates XRG      | 294 pts               |
| 3e                    | Biniam Girmay         | Érythrée              | Intermarché-Wanty     | 232 pts               |
| 4e                    | Jonas Vingegaard      | Danemark              | Visma-Lease a Bike    | 182 pts               |
| 5e                    | Anthony Turgis        | France                | TotalEnergies         | 182 pts               |
| 6e                    | Jonas Abrahamsen      | Norvège               | Uno-X Mobility        | 173 pts               |
| 7e                    | Tim Merlier           | Belgique              | Soudal Quick-Step     | 156 pts               |
| 8e                    | Wout van Aert         | Belgique              | Visma-Lease a Bike    | 138 pts               |
| 9e                    | Kaden Groves          | Australie             | Alpecin-Deceuninck    | 125 pts               |
| 10e                   | Quinn Simmons         | États-Unis            | Lidl-Trek             | 123 pts               |
| modifier              |                       |                       |                       |                       |

| Classement du meilleur grimpeur | Classement du meilleur grimpeur | Classement du meilleur grimpeur | Classement du meilleur grimpeur | Classement du meilleur grimpeur |
| ------------------------------- | ------------------------------- | ------------------------------- | ------------------------------- | ------------------------------- |
|                                 | Coureur                         | Pays                            | Équipe                          | Point(s)                        |
| 1er                             | Tadej Pogačar                   | Slovénie                        | UAE Emirates XRG                | 119 points                      |
| 2e                              | Jonas Vingegaard                | Danemark                        | Visma-Lease a Bike              | 104 pts                         |
| 3e                              | Lenny Martinez                  | France                          | Bahrain Victorious              | 97 pts                          |
| 4e                              | Thymen Arensman                 | Pays-Bas                        | Ineos Grenadiers                | 85 pts                          |
| 5e                              | Ben O'Connor                    | Australie                       | Jayco AlUla                     | 51 pts                          |
| 6e                              | Valentin Paret-Peintre          | France                          | Soudal Quick-Step               | 51 pts                          |
| 7e                              | Felix Gall                      | Autriche                        | Decathlon-AG2R La Mondiale      | 46 pts                          |
| 8e                              | Primož Roglič                   | Slovénie                        | Red Bull-Bora-Hansgrohe         | 43 pts                          |
| 9e                              | Oscar Onley                     | Royaume-Uni                     | Picnic-PostNL                   | 42 pts                          |
| 10e                             | Michael Woods                   | Canada                          | Israel-Premier Tech             | 38 pts                          |
| modifier                        |                                 |                                 |                                 |                                 |

| Classement général du meilleur jeune | Classement général du meilleur jeune | Classement général du meilleur jeune | Classement général du meilleur jeune | Classement général du meilleur jeune |
|                                      | Coureur                              | Pays                                 | Équipe                               | Temps                                |
| ------------------------------------ | ------------------------------------ | ------------------------------------ | ------------------------------------ | ------------------------------------ |
| 1er                                  | Florian Lipowitz                     | Allemagne                            | Red Bull-Bora-Hansgrohe              | en 76 h 11 min 32 s                  |
| 2e                                   | Oscar Onley                          | Royaume-Uni                          | Picnic-PostNL                        | + 1 min 12 s                         |
| 3e                                   | Kévin Vauquelin                      | France                               | Arkéa-B&B Hotels                     | + 11 min 35 s                        |
| 4e                                   | Ben Healy                            | Irlande                              | EF Education-EasyPost                | + 17 min 2 s                         |
| 5e                                   | Raúl García Pierna                   | Espagne                              | Arkéa-B&B Hotels                     | + 2 h 4 min 58 s                     |
| 6e                                   | Ilan Van Wilder                      | Belgique                             | Soudal Quick-Step                    | + 2 h 12 min 14 s                    |
| 7e                                   | Romain Grégoire                      | France                               | Groupama-FDJ                         | + 2 h 14 min 58 s                    |
| 8e                                   | Frank van den Broek                  | Pays-Bas                             | Picnic-PostNL                        | + 2 h 34 min 44 s                    |
| 9e                                   | Valentin Paret-Peintre               | France                               | Soudal Quick-Step                    | + 2 h 36 min 5 s                     |
| 10e                                  | Alex Baudin                          | France                               | EF Education-EasyPost                | + 2 h 45 min 15 s                    |
| modifier                             |                                      |                                      |                                      |                                      |

| Classement par équipes | Classement par équipes     | Classement par équipes | Classement par équipes |
|                        | Équipe                     | Pays                   | Temps                  |
| ---------------------- | -------------------------- | ---------------------- | ---------------------- |
| 1re                    | Visma-Lease a Bike         | Pays-Bas               | en 232 h 3 min 32 s    |
| 2e                     | UAE Emirates XRG           | Émirats arabes unis    | + 24 min 26 s          |
| 3e                     | Red Bull-Bora-Hansgrohe    | Allemagne              | + 1 h 24 min 47 s      |
| 4e                     | Arkéa-B&B Hotels           | France                 | + 2 h 10 min 52 s      |
| 5e                     | Decathlon-AG2R La Mondiale | France                 | + 2 h 14 min 15 s      |
| 6e                     | Ineos Grenadiers           | Royaume-Uni            | + 3 h 22 min 52 s      |
| 7e                     | Movistar                   | Espagne                | + 3 h 23 min 25 s      |
| 8e                     | XDS Astana                 | Kazakhstan             | + 3 h 23 min 59 s      |
| 9e                     | Picnic-PostNL              | Pays-Bas               | + 3 h 26 min 6 s       |
| 10e                    | EF Education-EasyPost      | États-Unis             | + 3 h 43 min 35 s      |
| modifier               |                            |                        |                        |

#### Super combatif
- Ben Healy (EF Education-EasyPost)[80]

#### Meilleur équipier de la semaine
- Semaine 1[81] :  João Almeida (UAE Emirates XRG)
- Semaine 2[82] :  Nils Politt (UAE Emirates XRG)
- Semaine 3[83] :  Quinn Simmons (Lidl-Trek)
- Super-équipier du Tour[84] :  Quinn Simmons (Lidl-Trek)

### Évolution des classements
| Étape              | Vainqueur              | Classement général   | Classement par points | Classement de la montagne | Classement du meilleur jeune | Classement par équipes | Prix de la combativité               |
| ------------------ | ---------------------- | -------------------- | --------------------- | ------------------------- | ---------------------------- | ---------------------- | ------------------------------------ |
| 1                  | Jasper Philipsen       | Jasper Philipsen     | Jasper Philipsen      | Benjamin Thomas           | Biniam Girmay                | Tudor                  | Mattéo Vercher                       |
| 2                  | Mathieu van der Poel   | Mathieu van der Poel | Jasper Philipsen      | Tadej Pogačar             | Kévin Vauquelin              | Groupama-FDJ           | Bruno Armirail                       |
| 3                  | Tim Merlier            | Mathieu van der Poel | Jonathan Milan        | Tim Wellens               | Kévin Vauquelin              | Groupama-FDJ           | Non attribué                         |
| 4                  | Tadej Pogačar          | Mathieu van der Poel | Jonathan Milan        | Tadej Pogačar             | Kévin Vauquelin              | Visma-Lease a Bike     | Lenny Martinez                       |
| 5                  | Remco Evenepoel        | Tadej Pogačar        | Tadej Pogačar         | Tadej Pogačar             | Remco Evenepoel              | Visma-Lease a Bike     | Non décerné                          |
| 6                  | Ben Healy              | Mathieu van der Poel | Jonathan Milan        | Tim Wellens               | Remco Evenepoel              | Visma-Lease a Bike     | Ben Healy                            |
| 7                  | Tadej Pogačar          | Tadej Pogačar        | Tadej Pogačar         | Tim Wellens               | Remco Evenepoel              | Visma-Lease a Bike     | Ewen Costiou                         |
| 8                  | Jonathan Milan         | Tadej Pogačar        | Jonathan Milan        | Tim Wellens               | Remco Evenepoel              | Visma-Lease a Bike     | Mathieu Burgaudeau et Mattéo Vercher |
| 9                  | Tim Merlier            | Tadej Pogačar        | Jonathan Milan        | Tim Wellens               | Remco Evenepoel              | Visma-Lease a Bike     | Jonas Rickaert                       |
| 10                 | Simon Yates            | Ben Healy            | Jonathan Milan        | Lenny Martinez            | Ben Healy                    | Visma-Lease a Bike     | Ben Healy                            |
| 11                 | Jonas Abrahamsen       | Ben Healy            | Jonathan Milan        | Lenny Martinez            | Ben Healy                    | Visma-Lease a Bike     | Jonas Abrahamsen                     |
| 12                 | Tadej Pogačar          | Tadej Pogačar        | Jonathan Milan        | Tadej Pogačar             | Remco Evenepoel              | Visma-Lease a Bike     | Bruno Armirail                       |
| 13                 | Tadej Pogačar          | Tadej Pogačar        | Jonathan Milan        | Tadej Pogačar             | Remco Evenepoel              | Visma-Lease a Bike     | Non décerné                          |
| 14                 | Thymen Arensman        | Tadej Pogačar        | Jonathan Milan        | Lenny Martinez            | Florian Lipowitz             | Visma-Lease a Bike     | Lenny Martinez                       |
| 15                 | Tim Wellens            | Tadej Pogačar        | Jonathan Milan        | Lenny Martinez            | Florian Lipowitz             | Visma-Lease a Bike     | Michael Storer                       |
| 16                 | Valentin Paret-Peintre | Tadej Pogačar        | Jonathan Milan        | Tadej Pogačar             | Florian Lipowitz             | Visma-Lease a Bike     | Ben Healy                            |
| 17                 | Jonathan Milan         | Tadej Pogačar        | Jonathan Milan        | Tadej Pogačar             | Florian Lipowitz             | Visma-Lease a Bike     | Quentin Pacher                       |
| 18                 | Ben O'Connor           | Tadej Pogačar        | Jonathan Milan        | Tadej Pogačar             | Florian Lipowitz             | Visma-Lease a Bike     | Ben O'Connor                         |
| 19                 | Thymen Arensman        | Tadej Pogačar        | Jonathan Milan        | Tadej Pogačar             | Florian Lipowitz             | Visma-Lease a Bike     | Thymen Arensman                      |
| 20                 | Kaden Groves           | Tadej Pogačar        | Jonathan Milan        | Tadej Pogačar             | Florian Lipowitz             | Visma-Lease a Bike     | Harry Sweeny                         |
| 21                 | Wout van Aert          | Tadej Pogačar        | Jonathan Milan        | Tadej Pogačar             | Florian Lipowitz             | Visma-Lease a Bike     | Non décerné                          |
| Classements finals | Classements finals     | Tadej Pogačar        | Jonathan Milan        | Tadej Pogačar             | Florian Lipowitz             | Visma-Lease a Bike     | Ben Healy                            |

## Galerie

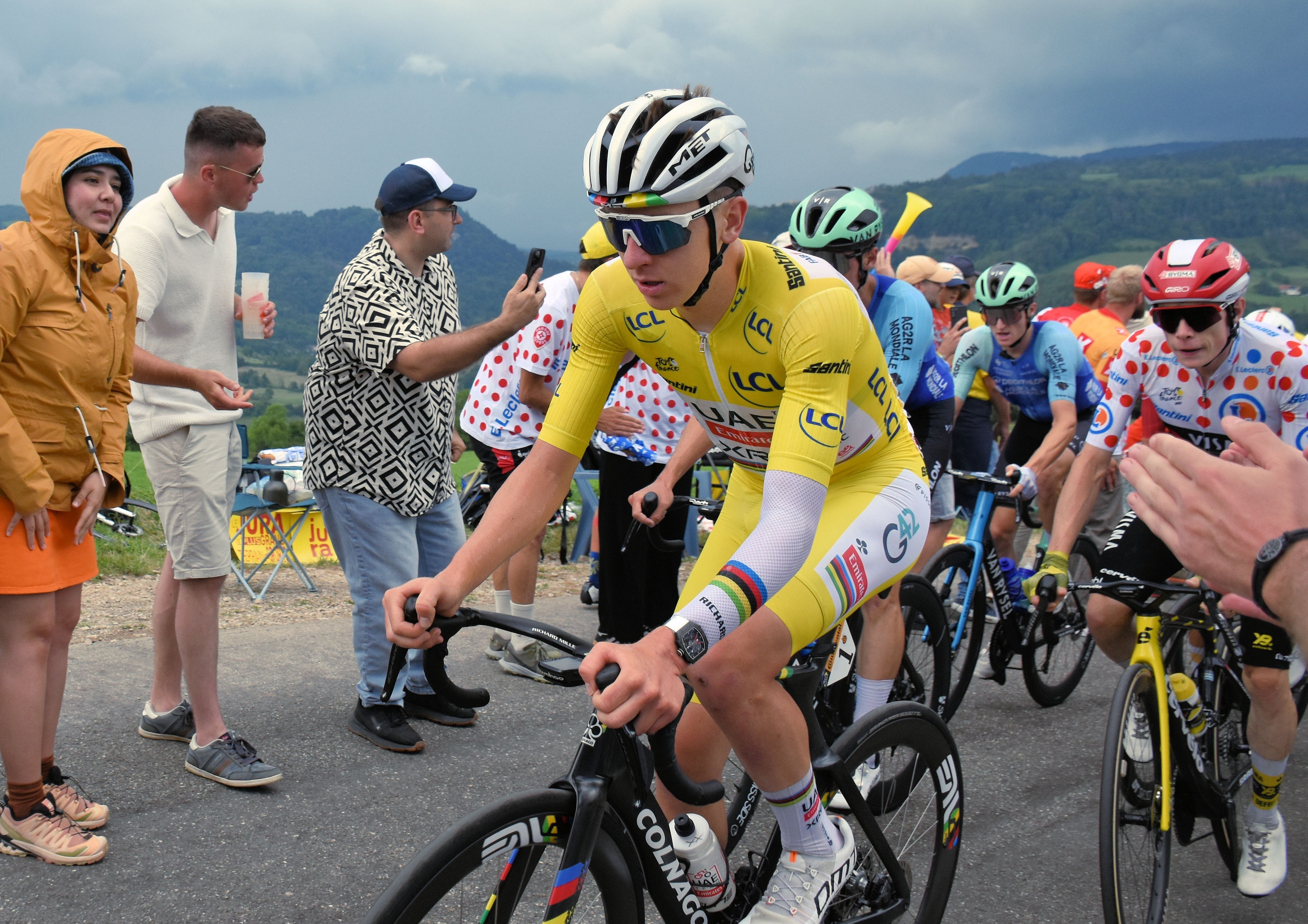
Tadej Pogačar, Maillot jaune et Maillot à pois 2025
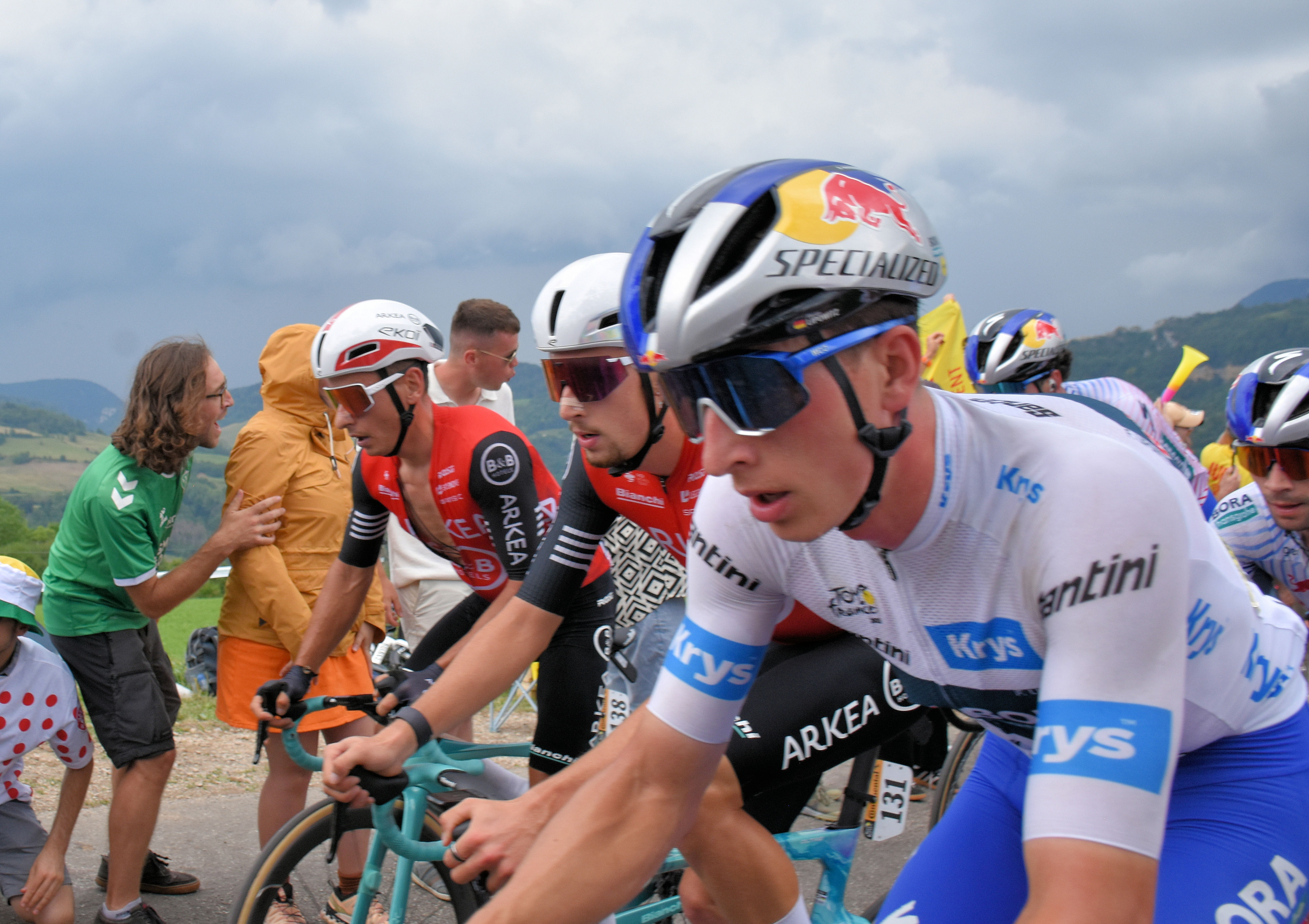
Florian Lipowitz Maillot Blanc 2025
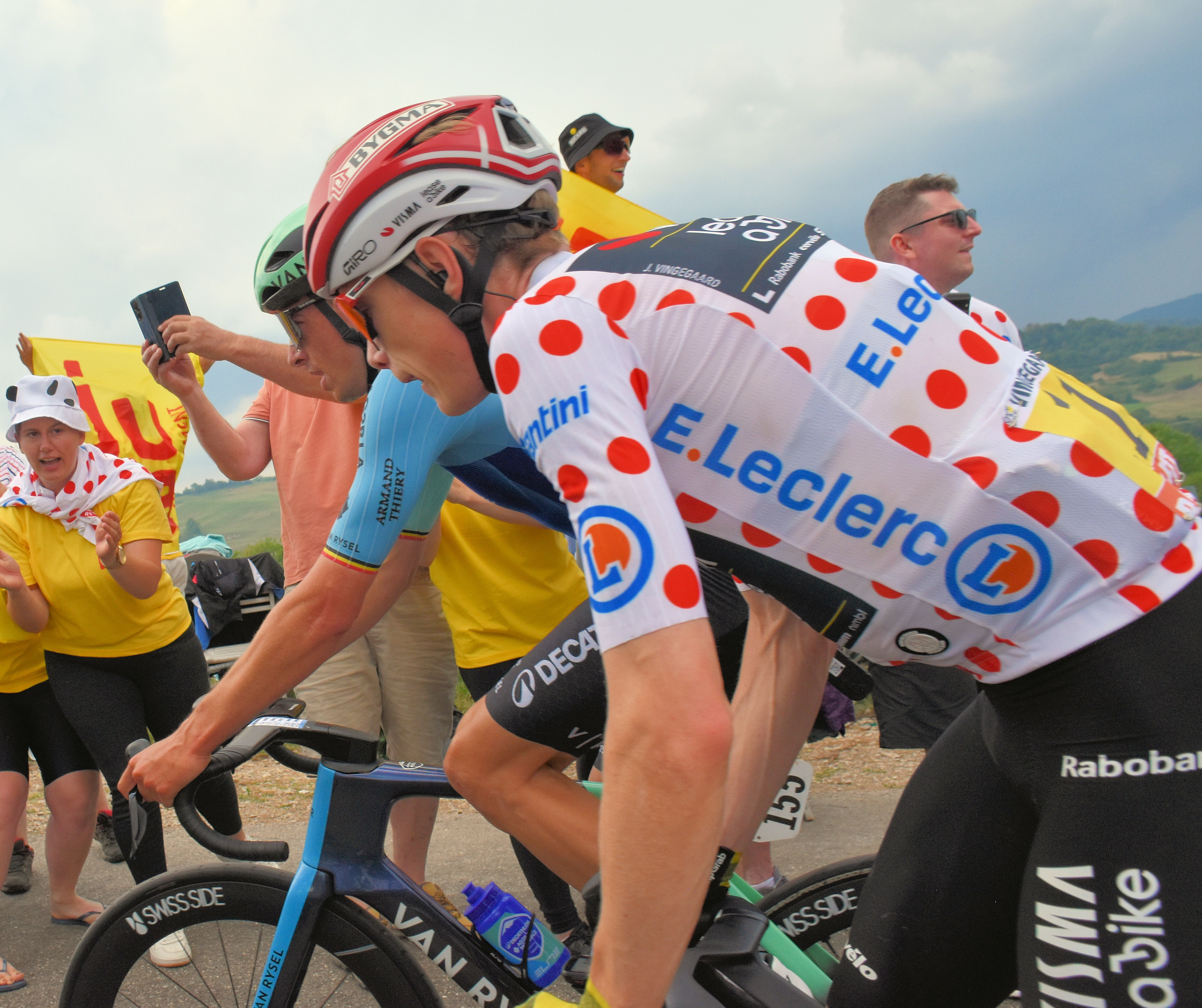
Jonas Vingegaard, 2e du Tour 2025, ici porteur du Maillot à pois par défaut lors de la 20e étape.
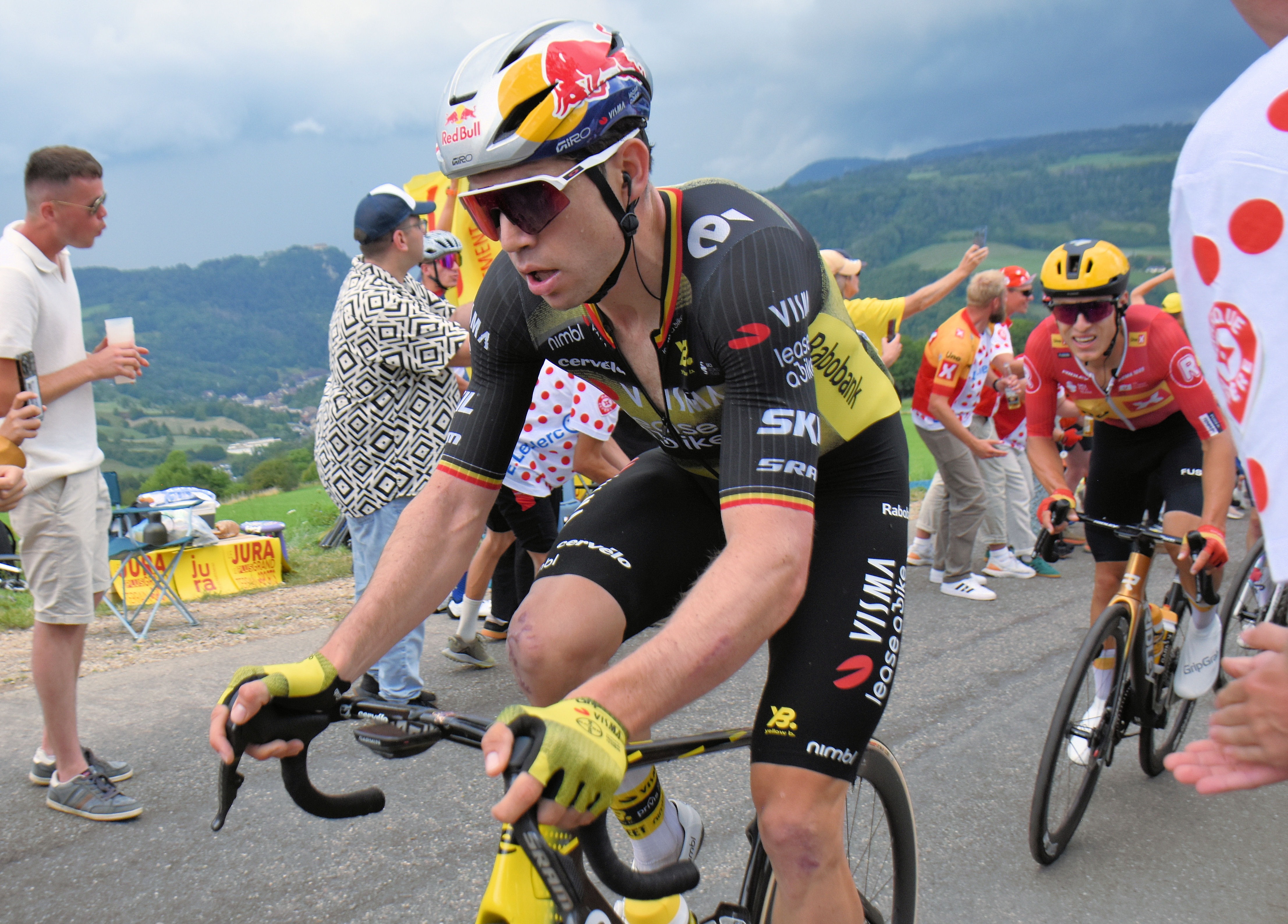
Wout van Aert vainqueur de la dernière étape

## Gains par équipes
| Rang | Équipe                     | Pays                | Gains     | Meilleur classement général | Victoire(s) d'étape  | Maillot jaune (jours) | Classements annexes          |
| ---- | -------------------------- | ------------------- | --------- | --------------------------- | -------------------- | --------------------- | ---------------------------- |
| 1er  | UAE Emirates XRG           | Émirats arabes unis | 701 280 € | 1er                         | 5 (4, 7, 12, 13, 15) | 14                    | Grand Prix de la montagne    |
| 2e   | Team Visma-Lease a Bike    | Pays-Bas            | 383 150 € | 2e                          | 2 (10, 21)           |                       | Classement par équipes       |
| 3e   | Red Bull-Bora-Hansgrohe    | Allemagne           | 190 490 € | 3e                          |                      |                       | Classement du meilleur jeune |
| 3e   | Picnic PostNL              | Pays-Bas            | 190 490 € | 4e                          |                      |                       |                              |
| 5e   | Lidl-Trek                  | États-Unis          | 103 770 € | 59e                         | 2 (8, 17)            |                       | Classement par points        |
| 6e   | Decathlon-AG2R La Mondiale | France              | 84 880 €  | 5e                          |                      |                       |                              |
| 7e   | EF Education-EasyPost      | États-Unis          | 76 080 €  | 9e                          | 1 (6)                | 2                     |                              |
| 8e   | Soudal Quick-Step          | Belgique            | 72 810 €  | 32e                         | 4 (5, 3, 9, 16)      |                       |                              |
| 9e   | Alpecin-Deceuninck         | Belgique            | 69 300 €  | 22e                         | 3 (1, 2, 20)         | 5                     |                              |
| 10e  | Uno-X Mobility             | Norvège             | 68 300 €  | 6e                          | 1 (11)               |                       |                              |
| 11e  | Arkéa-B&B Hotels           | France              | 58 760 €  | 7e                          |                      |                       |                              |
| 12e  | Bahrain Victorious         | Bahreïn             | 55 700 €  | 40e                         |                      |                       |                              |
| 13e  | Ineos Grenadiers           | Royaume-Uni         | 51 650 €  | 12e                         | 2 (14, 19)           |                       |                              |
| 14e  | Jayco AlUla                | Australie           | 44 830 €  | 13e                         | 1 (18)               |                       |                              |
| 15e  | Intermarché-Wanty          | Belgique            | 32 300 €  | 82e                         |                      |                       |                              |
| 16e  | Tudor Pro Cycling          | Suisse              | 30 490 €  | 42e                         |                      |                       |                              |
| 17e  | XDS Astana                 | Kazakhstan          | 29 240 €  | 14e                         |                      |                       |                              |
| 18e  | TotalEnergies              | France              | 28 360 €  | 10e                         |                      |                       |                              |
| 19e  | Groupama-FDJ               | France              | 24 640 €  | 16e                         |                      |                       |                              |
| 20e  | Lotto                      | Belgique            | 20 240 €  | 66e                         |                      |                       |                              |
| 21e  | Movistar                   | Espagne             | 16 830 €  | 18e                         |                      |                       |                              |
| 22e  | Israel-Premier Tech        | Israël              | 15 640 €  | 48e                         |                      |                       |                              |
| 23e  | Cofidis                    | France              | 15 510 €  | 30e                         |                      |                       |                              |

## Aspects extra-sportifs

### Médiatisation
Cette année, le Tour est diffusé dans près de 190 pays du monde par une centaine de chaînes télévisées,.
- France TV Sport - France
- NOS - Pays-Bas
- ARD - Allemagne
- ServusTV (en) - Autriche
- Rai Sport - Italie
- RTBF - Belgique
- VRT - Belgique
- DKTV2 - Danemark
- RTVE - Espagne
- TG4 - Irlande
- RTP1 - Portugal
- RTL - Luxembourg
- TV2 - Norvège
- S4C - Pays de Galles
- RTP - Portugal
- Czech TV - République tchèque
- ITV - Royaume-Uni
- TNT Sports - Royaume-Uni
- EiTB - Pays Basque
- RTVS - Slovaquie
- RTV SLO - Slovénie
- SRG SSR - Suisse
- Ökko (ru) - Russie
- FloSports (en) - Canada
- NBC Sports - États-Unis
- Supersport - Afrique subsaharienne
- Astro SuperSport - Malaisie
- CCTV - Chine
- Zhibo TV - Chine
- J Sports - Japon
- Sky Sport - Nouvelle-Zélande
- CaracolTV - Colombie
- RCN - Colombie
- SBS - Australie
- Abu Dhabi Media - Moyen Orient et Afrique du Nord
- ESPN - Amérique latine et Caraïbes
- Eurosport - Europe et Asie du Sud-Est
- TV5 Monde - Monde

### Partenaires
- Comme depuis plusieurs éditions, les partenaires majeurs du Tour demeurent : LCL pour le maillot jaune de leader du classement général, Skoda pour le maillot vert du classement par points, E.Leclerc pour le maillot à pois leader du classement de la montagne, Krys pour le maillot blanc du leader du classement des jeunes et enfin Continental pour les vainqueurs d’étapes.
- Les deux diffuseurs officiels restent France TV Sport et le réseau Eurovision.
- Les partenaires officiels sont : Century 21 avec le prix de la combativité, Velux, le département des Hauts-de-Seine, Shimano, Mondial Relay, InPost, AG2R La Mondiale, Vittel, Tissot le chronométreur officiel, Santini et Rexel.
- Les fournisseurs officiels sont : Cochonou, Le Gaulois, Senseo, Adecco, FDJ, Domitys, Kawasaki, Puget, FDJ United, Lesieur, Jules, Tourtel Twist, Waze, Orangina, TikTok, Ibis budget, La vache qui rit, Biogen, Zwift et Panzani. Ils forment la caravane publicitaire.
- Haribo et X-TRA demeurent les supporters officiels du Tour.
- Doublet, Gruau, DNP, Norauto et XPO Logistics restent les partenaires techniques.
- Les trois partenaires média officiels sont Le Parisien-Aujourd'hui en France, France Info et France Bleu.
- Le Journal de Mickey et Diverto sont les fournisseurs média officiels.
- Pas de changement pour les partenaires institutionnels : Les Départements de France, l'Association des maires de France, le Ministère de l'Intérieur et Ecosystem[89].

### Caravane publicitaire
Depuis 1930, la caravane publicitaire du Tour de France distribue des cadeaux siglés du nom des sponsors officiels et attire des milliers de spectateurs, elle s'étire sur près de 10 km pour un temps de passage estimé à 30 minutes.